# آتش بهرام

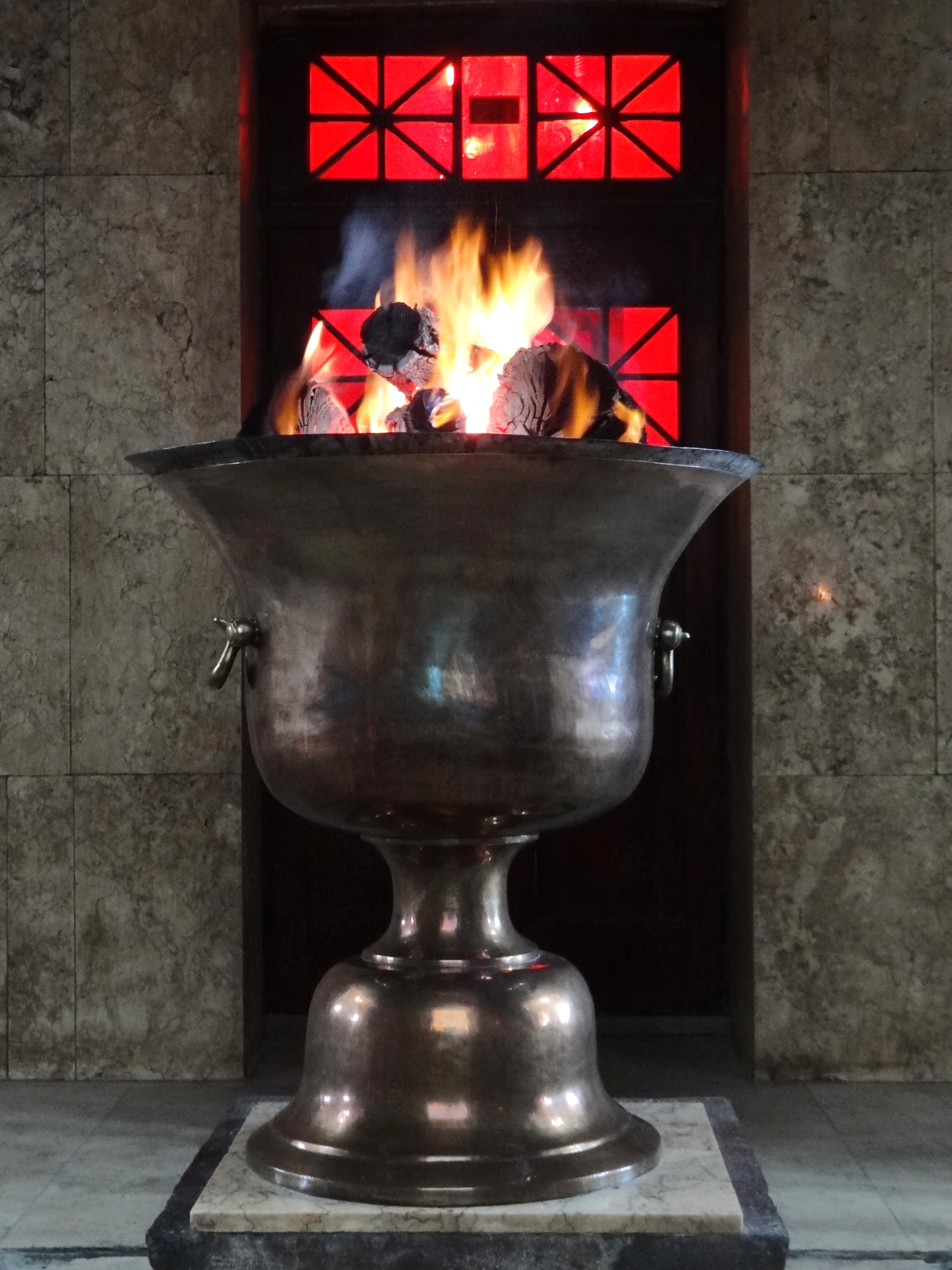
آذر بهرامی که در آتشدان آتشکده یزد، به نگهبانی از جهان می‌سوزد.

آذر یا آتشِ بَهرام (وَهرام)؛ آتش مانع‌شکن؛ آتش مقدس؛ بالاترین آتشِ آیینی در کیش زرتشتی و در فرهنگ مردم ایران نگهبان همهٔ آتش‌های جهان به‌شمار می‌آید. در اساطیر ایرانی از سه آتشِ بهرام نام برده شده، که از آغاز آفرینش، در نبرد با اهریمن، به نگهبانی از آفریدگان و در نظم‌آوری فروزانند. در ایرانشهرِ ساسانی از آتشانِ بهرامْ مانندِ شعله‌های همیشه‌فروزان و یادگارانی از دورانی کهن‌تر نگهداری می‌شده. ترتیب تهیهٔ آتش برای آتش بهرام با دیگر آتش‌ها متفاوت است و با روش‌های خاصی صورت می‌گیرد که اساس آن بر تهیهٔ آتش از اجاق صنف‌های مختلف است تا همه باهم، پیوند همبستگی داشته باشند. آتش‌هایی از اجاق‌های خانه‌ها، سراها، کارگاه‌ها و طبیعت، به دست موبدان گردآوری، پاکیزه، و باز یکی می‌شوند. بُندَهِش، نوشتهٔ پهلوی روایتگرِ آفرینشِ آغازینِ هورمزد، از سرشتِ آتشِ بهرام می‌گوید:
«آن فرّه‌ای (که) بدیشان میهمان است، مانند تن مردمان است، که (چون) در شکم مادر فراز باشد روانی از مینو (بدان) برنشیند که آن تن را تا زنده است بی‌گمان برایاند؛ چون آن تن فرو میرد، تن به زمین آمیزد، روان باز به مینو شود. نیز باشد که هنگامی که هزار آتش مادی را بدان (یک) آتش کنند، و بدان نیرنگ، (که) آشکار است، زوهر (بدو) دهند و به دادگاه نشانند، آنگاه، مینویی از فرّهٔ آتشان بر او نشیند. بمانند آن (سه آذر) نیز که بر آتش مادی میهمان شدند، (این) دیگران نیز آتش بهرام‌اند.» 
از دید ایرانشناسان، اسطوره آتشِ بهرام پیوندهای عمیقی با افسانه‌های پیشازرتشتی دارد و به مرور، با گسترش مزدیسنا، در لباس آیین نگهداری از آتشِ مقدسِ همیشه‌فروزان فراگیر شده، و به شکل نمادی زنده از پیروزمندی و دوام درآمده. در کاربرد روزمره، آتش بهرام گاهی به آتشکده‌های بزرگی که با آذر بهرام روشن شده‌اند گفته شده، و آدریان یا آگیاری، به آتشکده‌های کوچک.

## پیشینهٔ واژه‌شناختی آتش بهرام
آذَر یا آدَر، از آدور (ādur)، همان آتش یا آتَخش (ātaxš) در پارسی میانه، اوستایی آتَرْشْ (ātarš)؛ از نیا-ایرانی -ātr* و -ātar* که از نیا-هندواروپایی -h₂eh₁ter* (آتش) آمده.
بَهرام یا وَهرام (Wahrām) در پارسی میانه، دگرگون شدهٔ اوستایی وِرِثْرَقنَ (vərəθraγna)، همسان با هندوایرانی *vrtra-g'han (مانع‌شکن) با ریشهٔ نیا-هندواروپایی *-wltro-gwhen (زننده موانع)؛ سِرشتِ مانع‌شکنِ آورندهٔ پیروزمندی؛ «آتشی که با فَرّه پیروزمندی فروزان است». به «آتش پیروزمند» و «آتش پیروزی» تعبیر شده؛ و با اسطورهٔ ایزد پیروزی پیوند دارد. در پهلوی ādurān pādixšā pērōzgar آمده، یا آتشی که در نگهبانی از آنچه خویش و از خود (دوست) است پیروزی‌بخشی می‌کند؛ «سرشتِ یاری‌گرِ آورندهٔ پیروزمندی»، خوانده شده و به «شاهِ (نگهبانِ) پیروزمندِ آتش‌ها» برگردانده شده.
در فارسی امروزی، واژگانی مانند «زَدن» و «زَهر» با هجای دوم «وِرِثْرَغْنَه» هم‌ریشه‌اند (نیا-هندواروپایی gʷʰen- به معنی «زدن» یا «کشتن»). واژهٔ वृत्र در سانسکریت، به معنی «پوشاننده» یا «دربندآورنده» یا «لَفّاف»، و به مرور در معانی «دشمن» یا «بدخواه»، ریشهٔ نام «وْریتْرَ» است، همان اَسورای خشکسالی و دشمن «ایندْرَ»، که به شکل ماری تصویر شده که با چنبرهٔ خود جریان آب را متوقف می‌کند. این واژه با هجای نخست «وِرِثْرَغْنَه» هم‌ریشه است. در افسانه‌های ایرانی، موانعی که به یاری آتش بهرام از پیشِ رو برداشته می‌شوند، اغلب در لباس «تاریکیِ پوشاننده» تصویر شده‌اند.

## پیشینه‌های اساطیری آتش بهرام

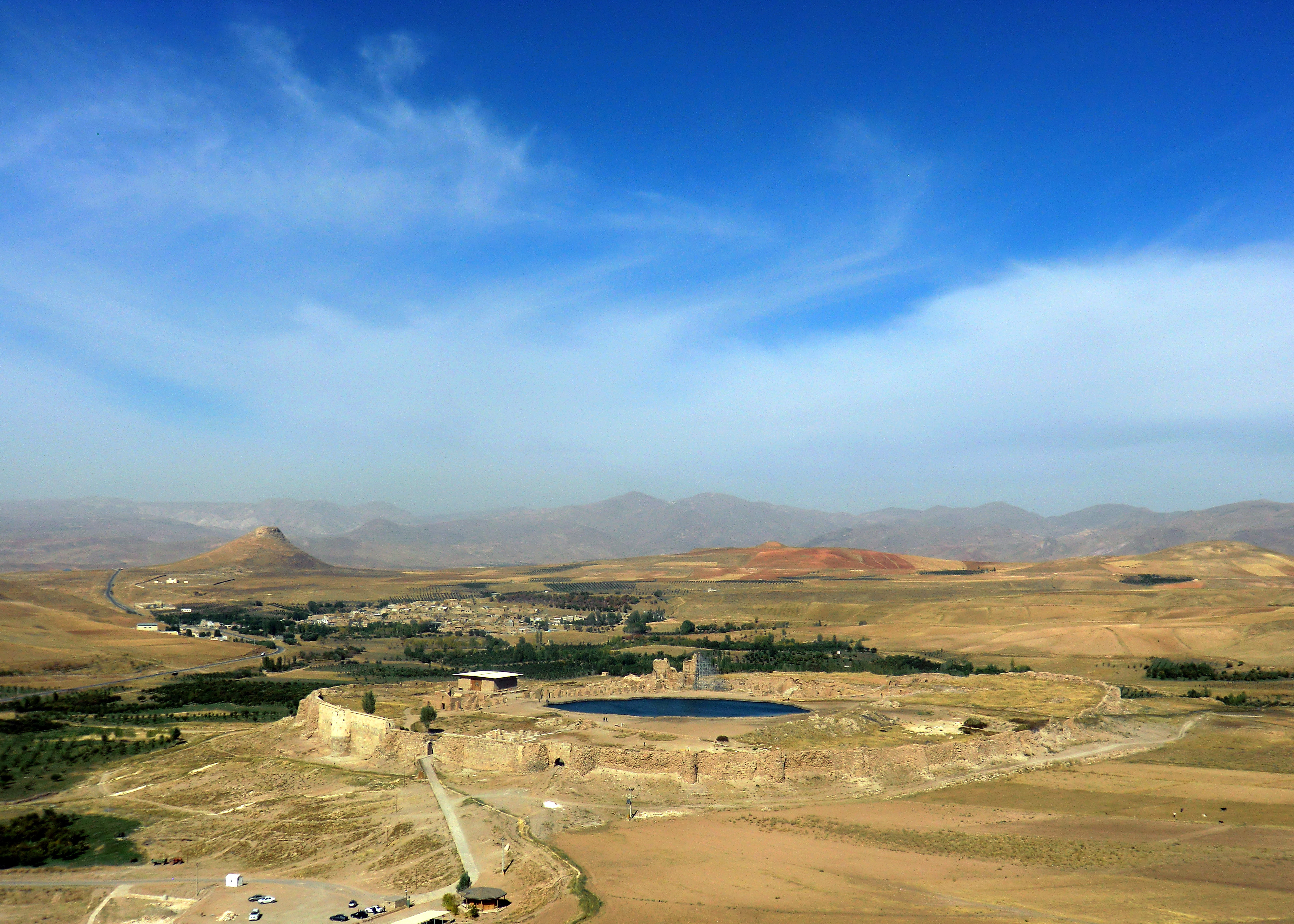
نمایی از تخت سلیمان. در اسطوره، آذرگشنسب به یال اسب کیخسرو می‌نشیند و با روشنی خود تاریکی را پس می‌راند تا بتکده‌ای در کنار دریای چیچست در هم می‌شکند، و آن در آتشگاهی برفراز اَسنَوند کوه می‌نشیند.

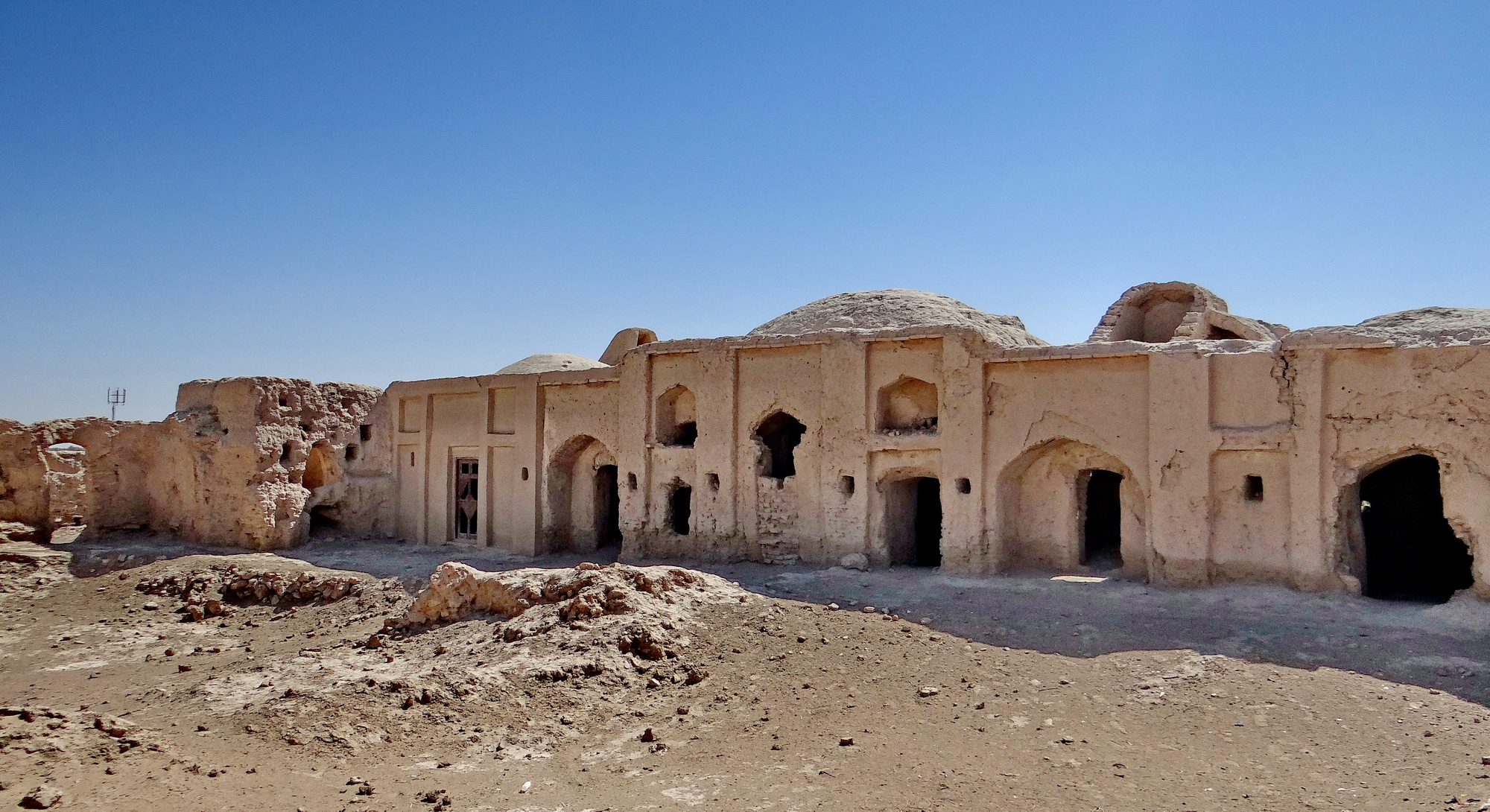
خرابه‌های‌آتشکدهٔ کرکو در سیستان.

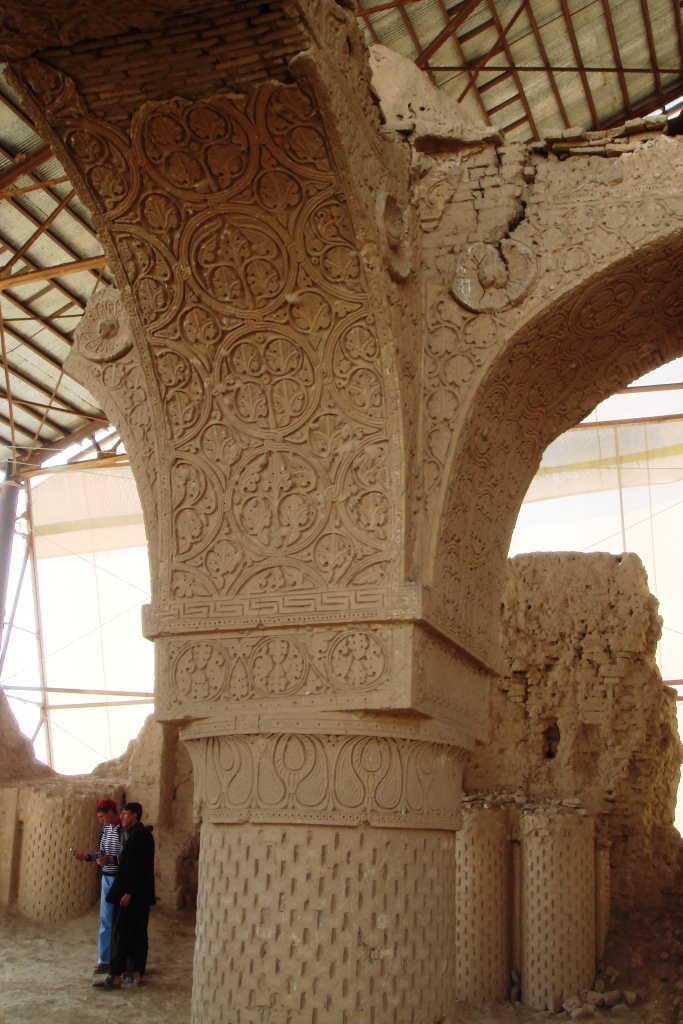
آتشکدهٔ نوبهار بلخ با معماری سامانی. در داستان پادشاهی گشتاسپ در شاهنامهٔ فردوسی، لهراسپ پدر گشتاسپ از تخت شاهی پایین می‌آید و سی سال را در معبد نوبهار به ستایش و نیایش خورشید سپری می‌کند.

### متون پهلوی
در نوشته‌های پارسی میانه و پس از آن، آتش‌های بهرام در جایگاه مقدس‌ترین آتش‌ها، در نقش نگهبانی از جهان و آفریدگان، نظم‌بخشی، پیش بردن کارها، و پس‌زدنِ «دیو و دروغ» توصیف می‌شوند. آتش‌های بهرام گاه با اسامی خاص و مرتبط با رویدادهای اساطیری مانند نبردهای نیروهای ایزدی با اهریمنی، یا پدید آمدن اندیشه‌های نو شناخته می‌شوند. آتش بهرام همچنین با آیین باز یکی کردنِ آتش‌ها، که روش آن در نوشته‌های موبدان زرتشتی آمده، بر آتشگاه می‌نشیند.
در بازگفت بُندَهِش (=زَندْ‌آگاهی؛ معرف آفرینش آغازین)، آتش‌های بهرام بسیارند که هر کدام را شاهی نشانده. از آتش‌هایی که شاهان پیشازرتشتی، فریدون، زوتهماسب، و افراسیاب، به آتشگاه نشانده بودند نام می‌برد، همچنین از آتش‌های بهرام «با نام‌های بسیار و شمار بسیار» که پس از آمدن دین زرتشت در پادشاهی گشتاسپ تا پایان دوران ساسانی نشانده شده‌اند. از گونه‌های پنج‌گانهٔ آتش، آتش بهرام را در کنار گونهٔ پنجم، آتش اسپینشت (=مقدس‌ترین)، همان آتش برکت‌بخشنده و آتشی که به گیتی به کار داشته شود، قرار می‌دهد. آتش بهرام آتشی است که «خورش خورد، آب نخورد.» از سه آتشِ آذر فَرْنَبَغ، آتشکده آذرگشسپ، و بُرزینْ‌مِهر نام می‌برد و آنها را فرّه‌هایی می‌داند که هرمزد در آغاز آفرینش برای نگهبانی از جهان آفرید و (همواره)، فرّه‌مندانه، در جهانند، و در رویارویی آتش با اهریمن، به «پاسداری جهان و پاییدن آفریدگان» نظم‌آوری می‌کنند.

در تصویرسازی بندهش، این سه آذر در پاسداری از جهان «وزان» اند و به مرور هر کدام در دورانِ شاهی در مکانی مشخص به آتشگاهی می‌نشینند. در داستانِ تهمورثِ دیویبَند، مردمی بر پشتِ هَدیوُش در پرواز بودند که شبی طوفانی آتش و آتشدانِ آنها به دریا می‌افکند [و در تاریکی فرومی‌روند]. آن سه آتشِ «فرهمند» [به یاری] به پیش می‌آیند تا روشنایی باقی بماند و از دریا گذر کنند. جَم، نخستین انسان، بسیاری سامان‌بخشی‌های آغازین را به یاری این سه آذر مانع‌شکن انجام می‌دهد و آذرفَرْنْبَغ را بر فراز فرهمندکوهِ خوارزم، به دادگاه می‌نشاند. آذر، پس‌تر [به یاری]، فرّه جم را از چنبرهٔ ضحاک رها می‌کند. گشتاسبِ نودین، آتش را از خوارزم به روشن‌کوهِ کاریان می‌برد. در تاختِ کیخسرو به بتکدهٔ ساحل دریایی چی‌چست، آذرگشنسب به یال اسب او می‌نشیند و با آوردن روشنی و پس راندن تاریکی بتکده را ویران می‌کند و بر فراز اَسنَوندکوه به آتشگاهی می‌نشیند. آذربُرزین‌مِهر پس از آوردنِ زرتشت سخنِ هورمزد را، تا گشتاسب و فرزندانش «بی‌گمان» شوند و در «دین ایزدان» بیاستند، آشکارگری می‌کند، و گشتاسب آن را بر فراز کوه ریوند به دادگاه می‌نشاند. هر سه آتش بهرام با آشکارگری، و پس راندنِ تاریکی و نیروهای حبس‌کننده، پیروزی‌بخشی می‌کنند. بندهش، آذرفَرْنْبَغ را آسروُن (=آتشبان، آذرْموبد) آذرها، آذرگشنسب را ارتشتار، و آذربُرزین‌مِهر را واستریوشِ (=دهقانِ) آذرها می‌خواند. در توضیح نام آتش بهرام می‌گوید: 
«آتش را، به (نام)، بهرام از آن روی خوانند که همهٔ آتش‌ها را در جهان در پشتی از بهرام و پاسبانی از سروش است و ایشان را با هم همکاری است.» 
و توضیح می‌دهد که فرّهٔ آتش بهرامی که خاموش شود، مانند روان آدمیان پس از مرگ، به مینوان بازمی‌گردد. بندهش از خاموش شدن بسیاری آتشکده‌ها نخست در یورش اسکندر و سپس در یورش سپاه اسلام به ایران می‌گوید. همچنین به آتش سه‌گانهٔ «کرکوی» در سیستان اشاره می‌کند و آتش‌های کهنی که پیش از آمدن دین زرتشت نشانده شده بودند را هم آتش بهرام می‌داند.

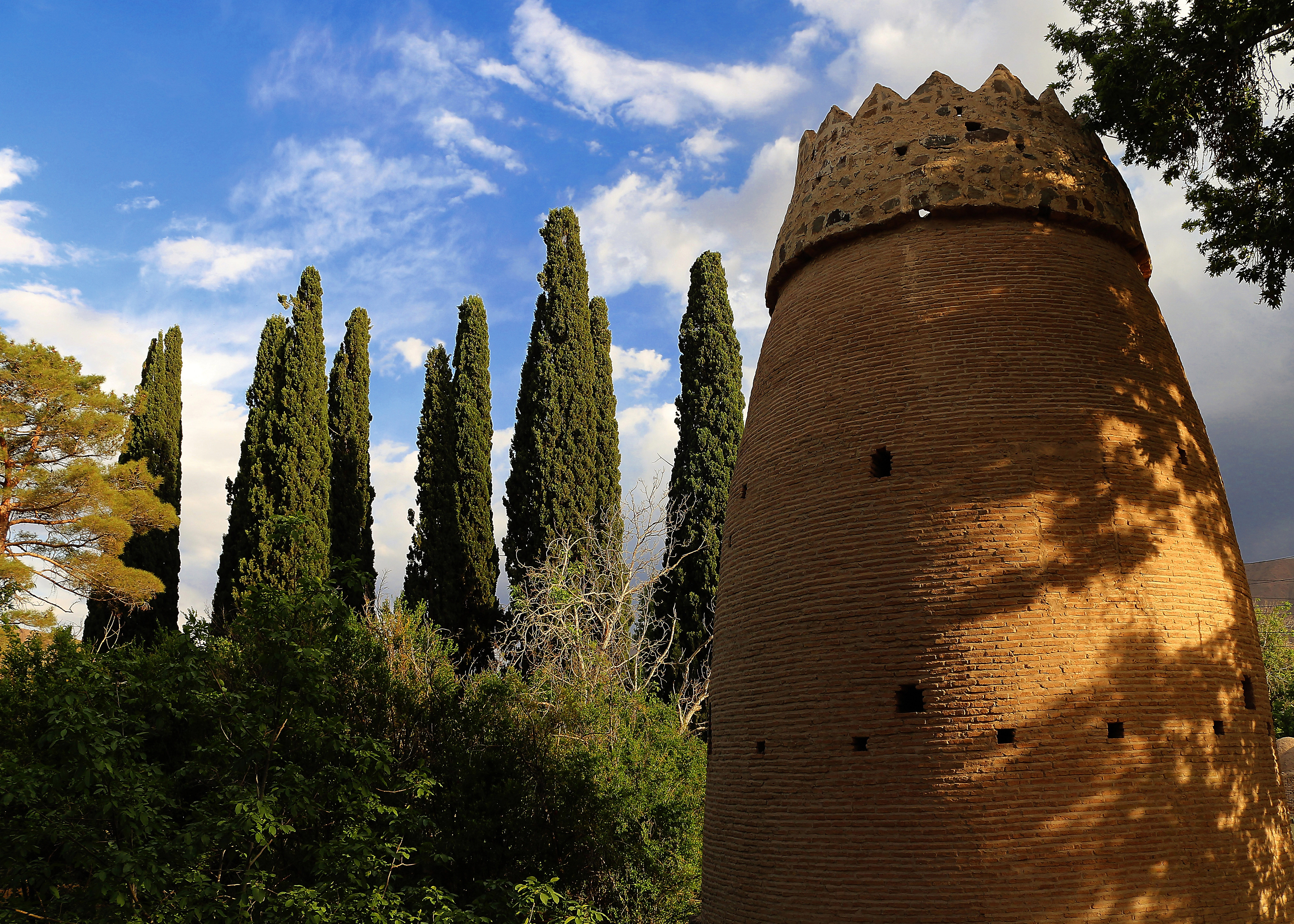
در شاهنامهٔ فردوسی، آتش و سرو گاهی همراه یا همسان آمده‌اند. گشتاسپ (یا شاید زردهشت) آذر مهربرزین را بر آتشگاه می‌نهد و سروی از بهشت در کشمر می‌کارد. اسفندیار در هفت‌خوان خود، رویین‌دژ را باز پس می‌گیرد و آتش زردهشت را با آتشدانی که او از بهشت آورده می‌افروزد.

در نامهٔ شهرستان‌های ایرانشهر به سه آتش اشاره شده. کاووس پسر قباد و سیاوش پسر کاووس، شهرستان سمرقند را بنا می‌کنند و کیخسرو پسر سیاوش که در آنجا زاده شده «آتش ورجاوند بهرام» را آنجا می‌نشاند. گشتاسب (شاهی که زرتشت بر او پدیدار می‌شود) نسخه‌ای از اوستا را در گنجینهٔ این آتشکده می‌نهد. اسفندیار پسر گشتاسپ در بلخ بامی شهرستان نوازه را می‌سازد و آتش بهرام ورجاوند را آنجا می‌نشاند. افراسیاب تورانی شهرستان زرنگ را می‌سازد و «آتش ورجاوند کرکوی» را در آنجا نشانید، و سپس شهر را ویران و آتش را خاموش می‌کند. کیخسرو پسر سیاوش شهرستان را بازمی‌سازد و آتش «کرکوی» را باز می‌نشاند.
در گزیده‌های زادسپرم، نخست زیر نبرد دوم (نبرد آب با اهریمن) به آذرگشنسب «پیروزمند» و آذربرزین‌مهر «سودرسان» اشاره شده که در سواحل دریاچه‌های اسطوره‌ای چیچست و سوور قرار دارند. زیر نبرد هفتم (نبرد آتش با اهریمن) از سپردن نگهبانی جهان به سه آتش از آغاز آفرینش می‌گوید و داستانی شبیه به داستان بندهش آورده از مردمی سوار بر پشت هدیوش که آتشدنشان به دریا می‌افتد و با پدیدار شدن آتشی یاری رسان به مقصد می‌رسند. در این متن آن آتش به سه جز تقسیم می‌شود که همان سه آذر اسطوره‌ای‌اند و هر کدام بر آتشدانی در کوهی نشانده شده: آذرْفرنبغ ورجاوند بر کوه مقدس در خوارزم، آذرگشنسب تکاور بر کوه اسنوند، و آذربُرزین‌مِهر پرسود بر کوه ریوند.
در آغاز اَرداویرافْ‌نامَه، مُغان و پارسایان از سرتاسرِ سرزمین گردِ آذرْفرنبغ می‌آیند و از میان خود ویراف (ویراز) را برای سفر به جهان مردگان برمی‌گزینند (تا سخنی راستین و رهایی‌بخش بازآورد).

### متون فارسی
تاریخ سیستان داستانی از پیدایش آتشکدهٔ «آتش کرکوی» و آذر گشنسب آورده. داستان با پدیدار شدن آذر گشنسب بر گوش اسب کیخسرو، شاه معجزه‌گر، در سفر به آذربادگان آغاز می‌شود. در ادامه شاه به کین سیاوش به توران می‌تازد. شاه توران افراسیاب اول به چین، سپس به هندوستان، و از آنجا به «بُنکوه» در سیستان پناه می‌آورد. در آنجا به همراهی مغان تاریکیِ فراگیری تا دو فرسنگ گرداگرد آن دژ می‌سازند (که پناه او و سپاهش می‌شود). کیخسرو که نمی‌تواند به آن تاریکی وارد شود، به معبد گرشاسب در کرکوی می‌رود، که مردم از آن مراد می‌گرفتند. در آنجا پلاس نیایش می‌پوشد و در پاسخ به نیایشِ او روشنایی‌ای فَرادید می‌آید، (که به یاری آن) دژ بُنکوه را در آتش می‌کشد و ویران می‌کند. افراسیاب به جادو می‌گریزد. نویسنده ناشناس متن، آتش کرکوی را آن روشنایی می‌داند (که پدید آمد)، و پیروان دین آن را «هوش گرشاسب» می‌پندارند آنچنان که در سرود کرکوی آمده.
شاهنامهٔ فردوسی در چند داستان به آتش‌ها اشاره کرده. در آغاز داستان پادشاهی گشتاسپ، نگارنده در خواب دقیقی توسی را می‌بیند که از او می‌خواهد داستان گشتاسپ و ارجاسپ را، که در پی مرگ او ناتمام مانده بود، به گوش شاه برساند. داستان از لهراسپ پدر گشتاسپ، آغاز می‌شود که تخت شاهی را به پسر می‌دهد و خود راهی معبد نوبهار بلخ می‌شود و تا سی سال در آنجا خورشید را نیایش می‌کند. گشتاسپ، پادشاهی آزاده و دادگر، یادآور فریدون، از ناهید دختر قیصر، دارای دو فرزند ماهرو می‌شود: اسفندیار و پشوتن. روزگار بر گشتاسپ به نیکی می‌گذرد، و تنها، شاه توران ارجاسپ، که او را «هامال» خود می‌دانسته، از دادن باج به او سر باز می‌زند. چند سال می‌گذرد و در ایوان کاخ گشتاسپ، درختی خردمند و سخنگو (و جاودانه) به نام «زردهشت» پدید می‌آید و خود را پیغمبری می‌خواند که از آفرینندهٔ جهان، برای راهنمایی شاه، خرد نزد او آورده تا به آیین بهدینی درآید، آن را از پیامبر بیاموزد، و از او پند بشنود. گرشاسپ به آیین نو می‌گرود، موبدانی به هر سوی جهان می‌فرستد، و آتشکده‌ها بنا می‌کند:
«نخست آذر مهربرزین نهاد/ به کشمر نگر تا چه آیین نهاد!»
در پیشگاه این آتش سروی از بهشت می‌کارد، که به مرور به درختی تنومند تبدیل می‌شود، و در گرداگرد آن کاخی با دو ایوان زرین بنا می‌کند، و به نگاره‌هایی از جمشید و فریدون مزین می‌کند. دژی آهنین در گرد کاخ می‌سازد، و در آن به «شاهیِ زمین» می‌نشیند. در ستایش سرو بی‌مانند کشمر به جای‌جای کشور پیام می‌فرستد و از نودینان می‌خواهد که به سرو کشمر (و آذر) روی گردانند، از زردهشت پند بگیرند، و به «بتِ چین» پشت کنند:
«در آیین پیشینیان منگرید/ برین سایهٔ سروبن بگذرید سوی گنبد آذر آرید روی/ به فرمان پیغمبر راست‌گوی».

در بازگفتی از دقیقیِ توسی، در داستان سفرها و دین‌گستری‌های اسفندیارِ کیانی در «روم و هندوستان و یمن» آمده که در همراهی با پهلوان:
«بُتان بر سر کوه می‌سوختند/ به جای بُت آتش برافروختند!»
اسفندیار در رویارویی با رستم هم، از گرفتن رویین‌دژ در هفت‌خوان خود و نفی آیین پیشین می‌گوید:
«چو رفتم همه بت‌پرستان بدند/ سراسیمه برسان مستان بدند
به مردی من آن باره را بستدم/ بتان را همه بر زمین بر زدم

برافراختم آتش زردهشت/ که با مجمر آورده بود از بهشت». 
[این بخش به مرور گسترش می‌یابد].

## پیشینه‌های تاریخی آتش بهرام

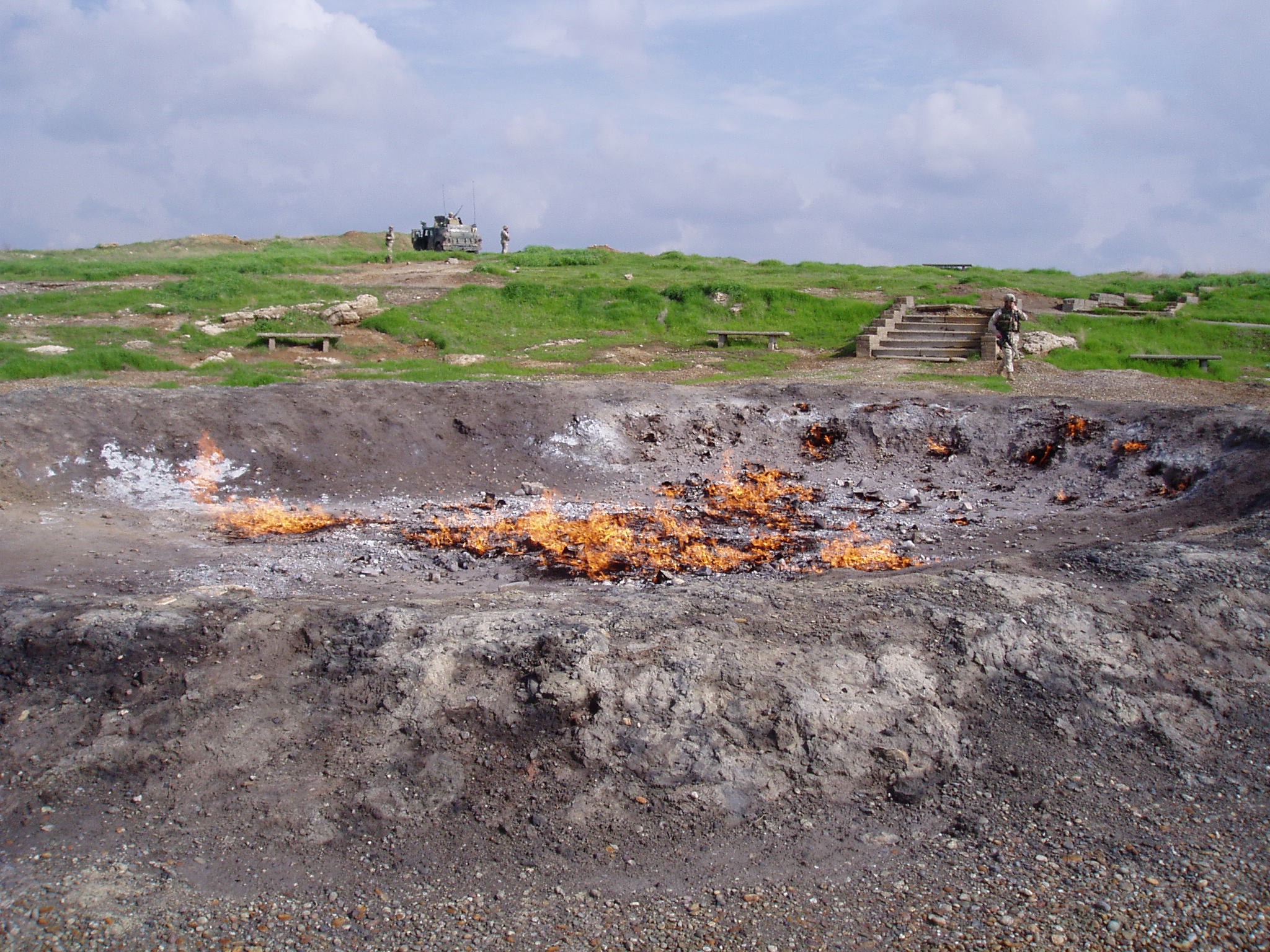
آتش همیشه‌فروزان باباگورگور در کرکوک.
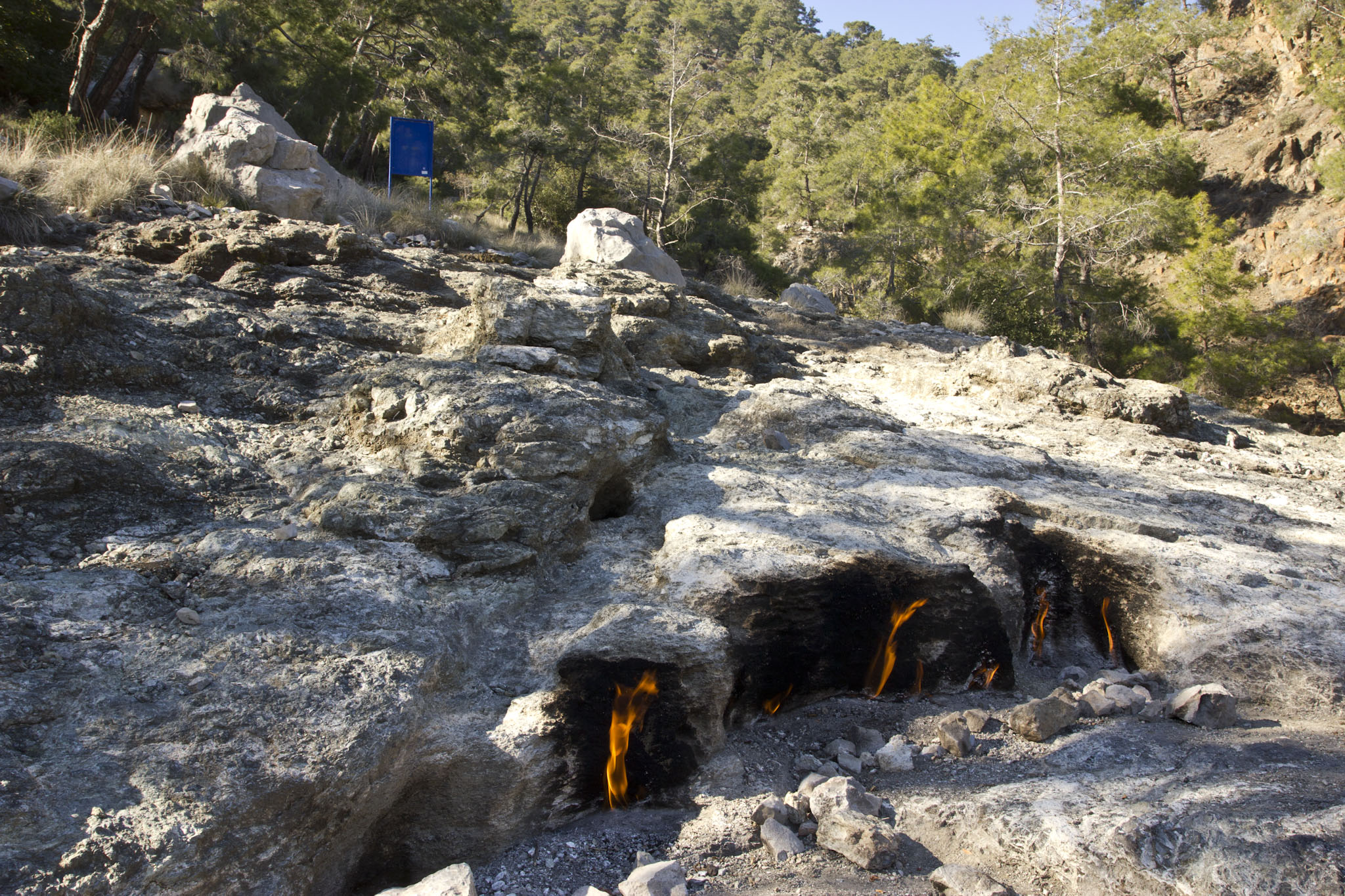
«یَنَرْتَشْ» در ترکیه؛ مرتبط با اسطورهٔ «کوه شیمر».
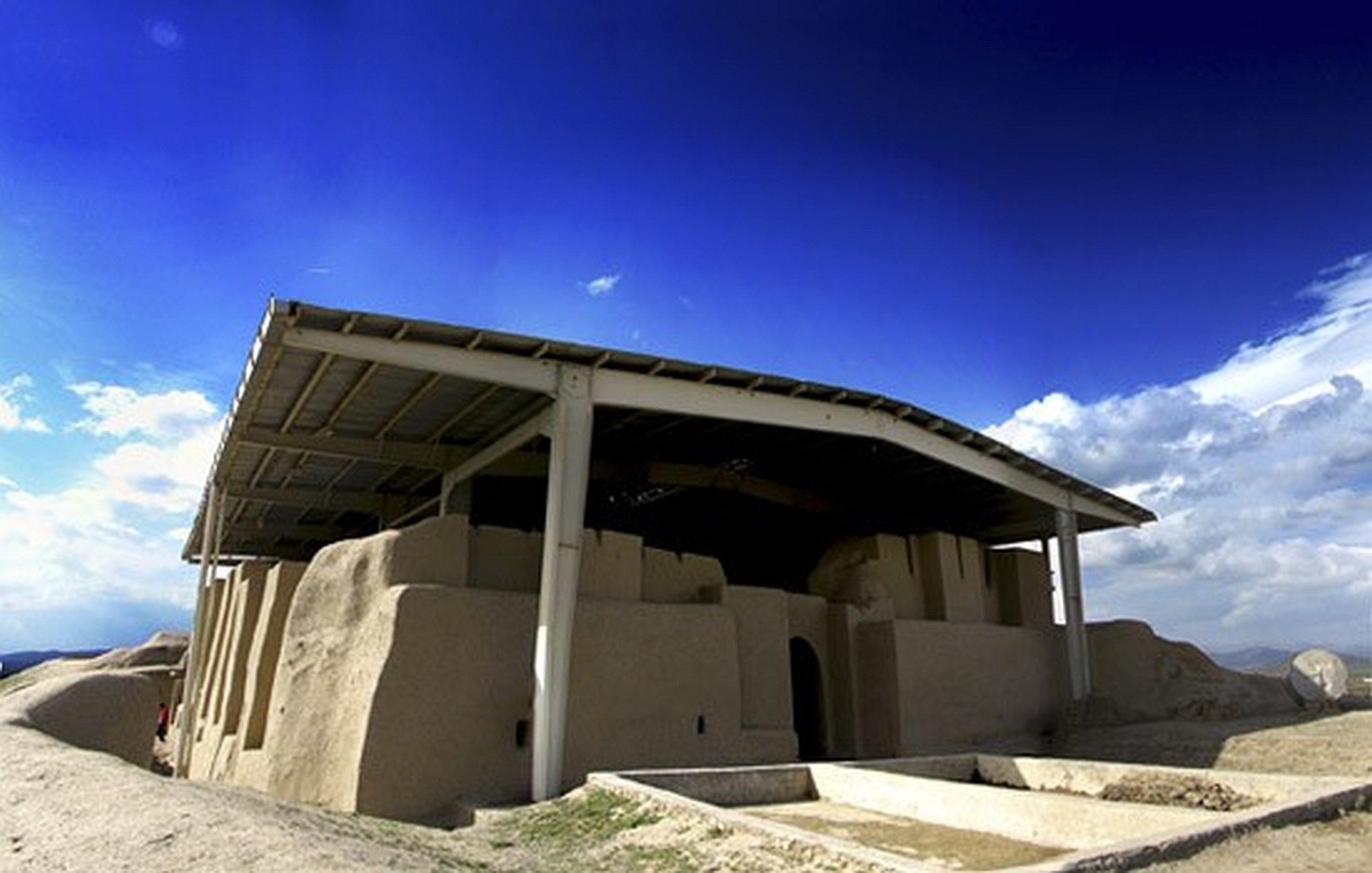
نیایشگاهِ مادی نوشیجان تپه، که در آن محرابی با بقایای آتش پیدا شد.
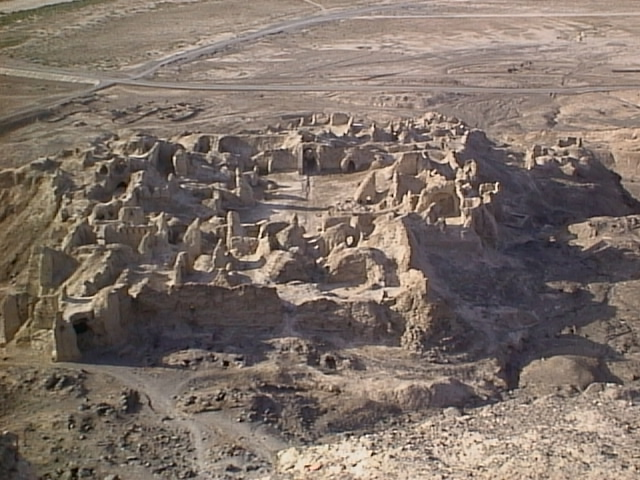
نمایی از دژ کاخا بنا شده بر کوه خواجه در سیستان.
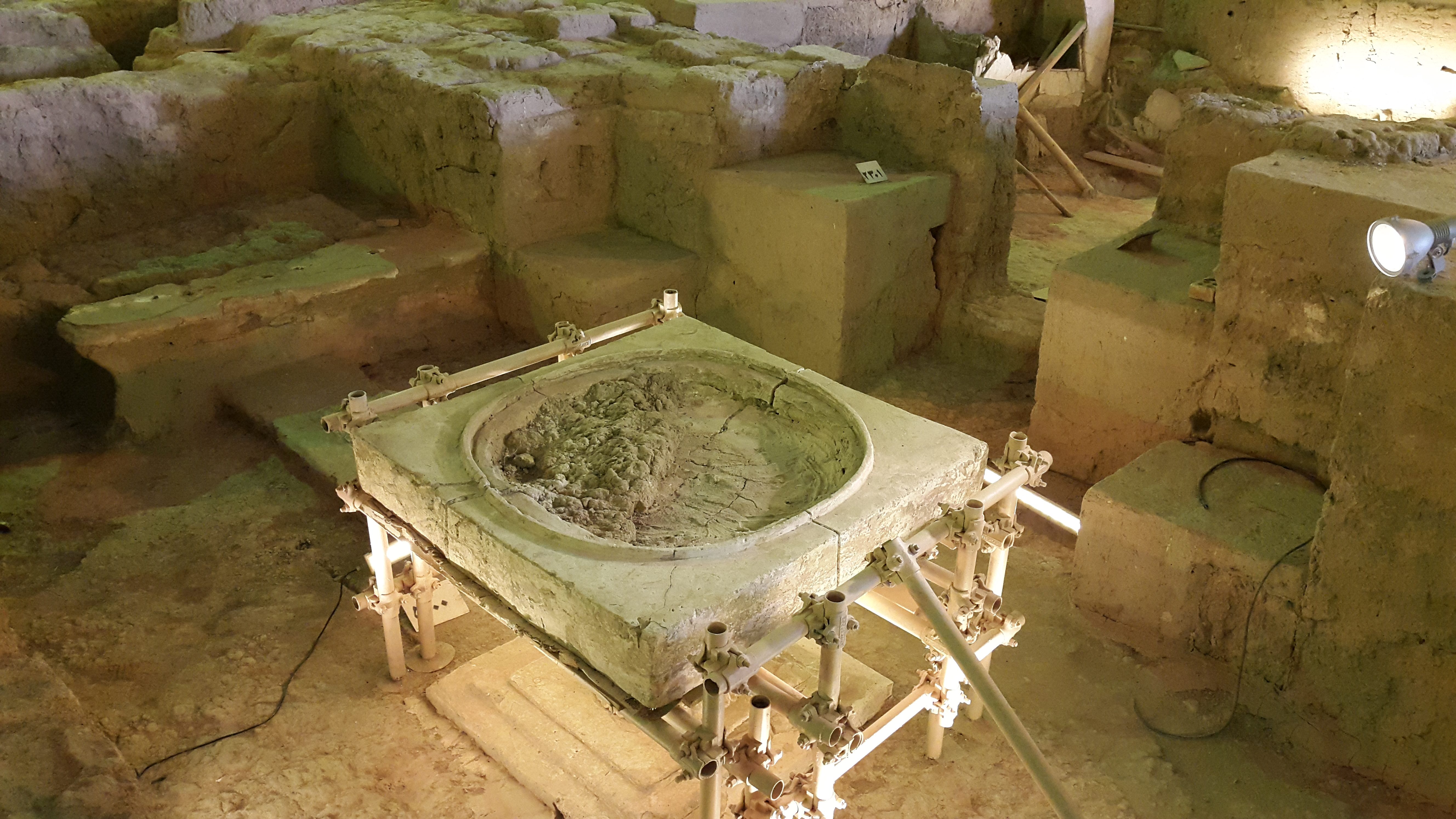
آتشدانی که در محوطهٔ باستانی بندیان پیدا شد.

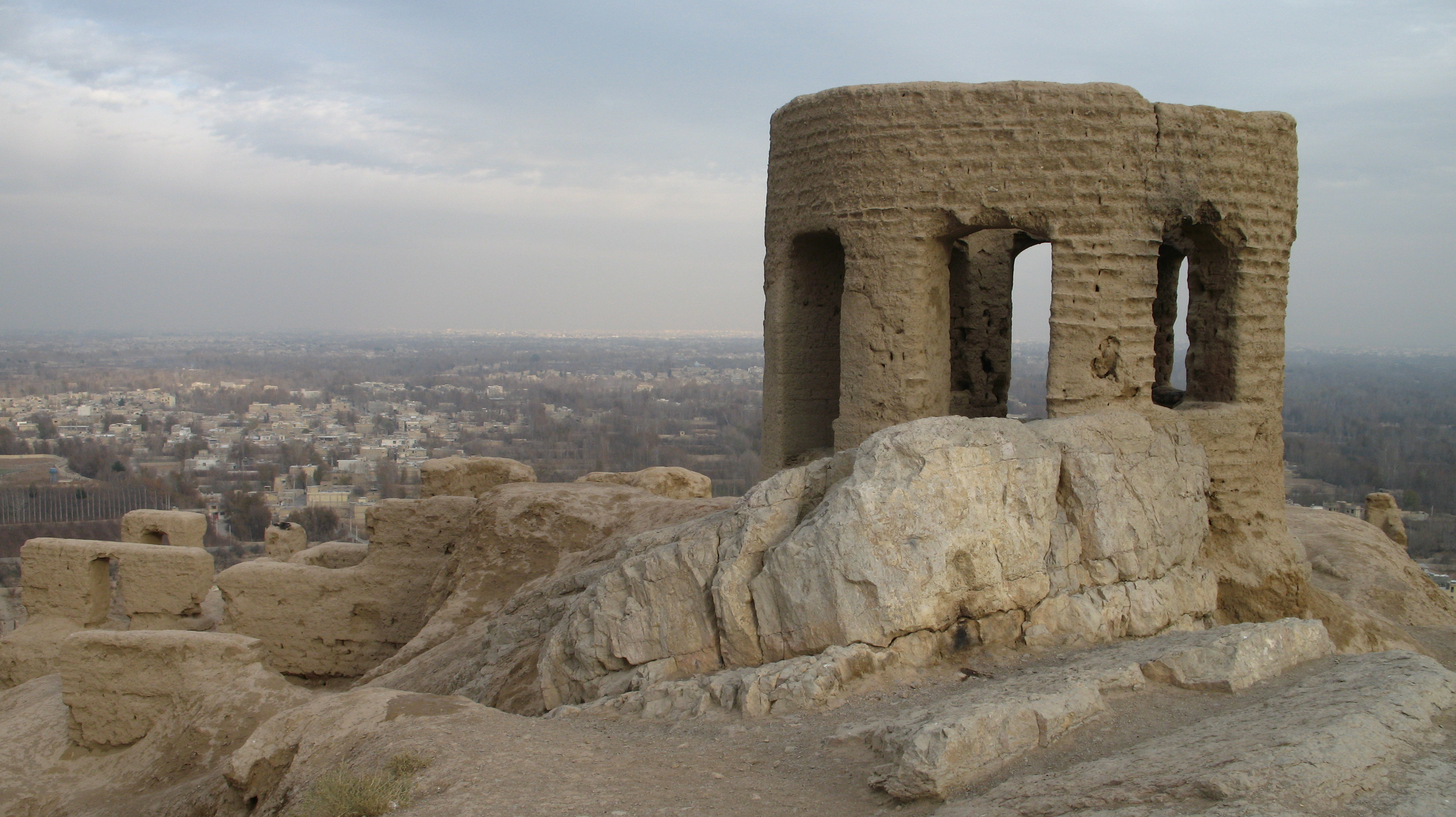
نمونه‌ای از آتشگاه‌های بدون سقف: پاره‌ای از دژِ مهربین در کوه آتشگاه اصفهان که گفته شده موبدان زرتشتی در آن آتش مقدس افروخته بودند. روشن نیست که این پرستشگاه از ابتدا آتشگاه بوده یا نه و به گمانی در آغازْ معبدی ایلامی بوده.

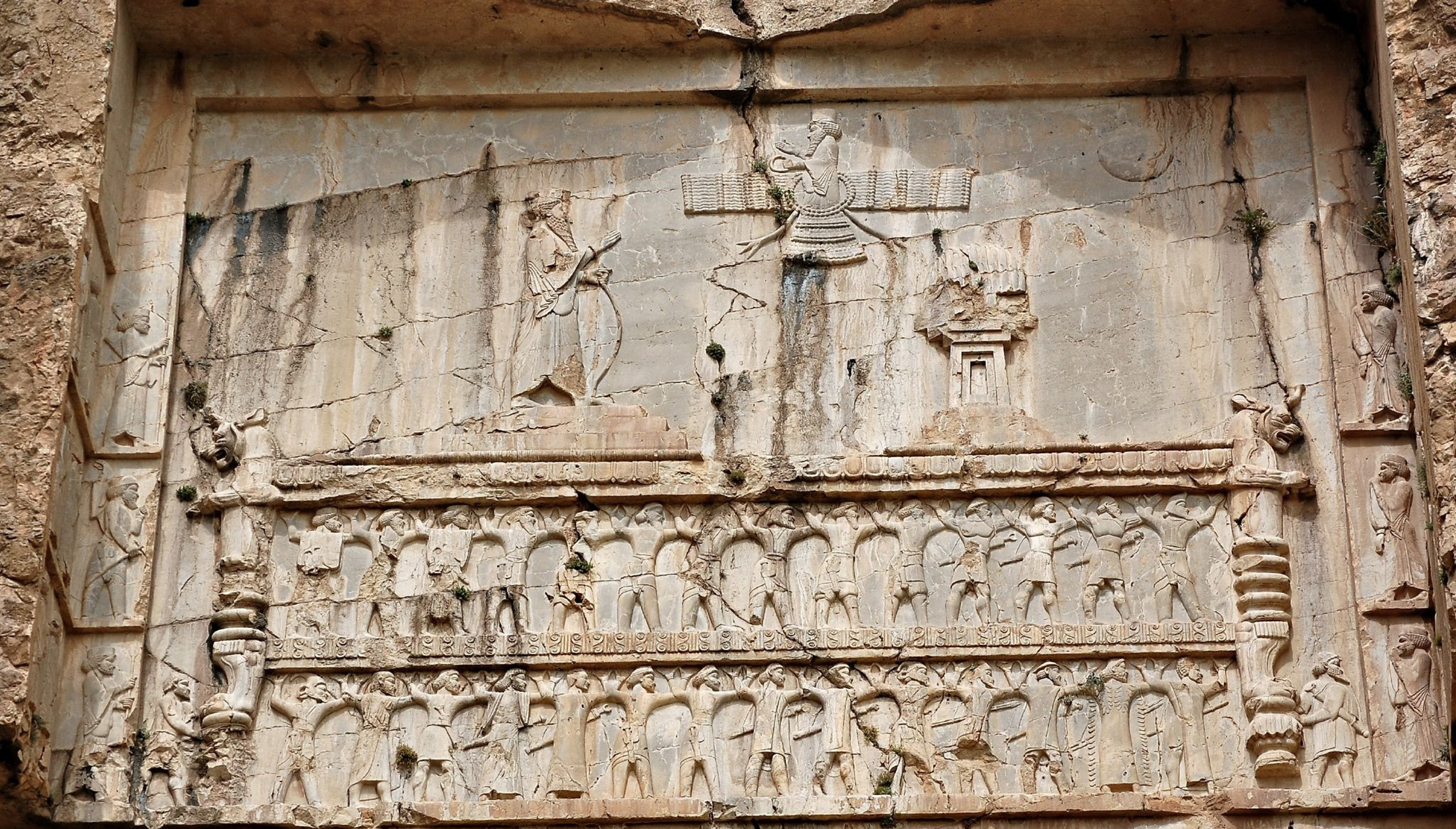
نگارهٔ آتشِ فروزان که هم‌طراز خشایارشای نخست به دست اقوام امپراتوری هخامنشی حمل می‌شود (چلیپای خشایارشای نخست در نقش رستم؛ سدهٔ پنجم پیش از میلاد). آتش همیشه فروزانِ سرای هر پادشاه در آن دوران نمادی از دوام پادشاهیِ او بوده که با مرگ وی به پایان می‌رسیده.

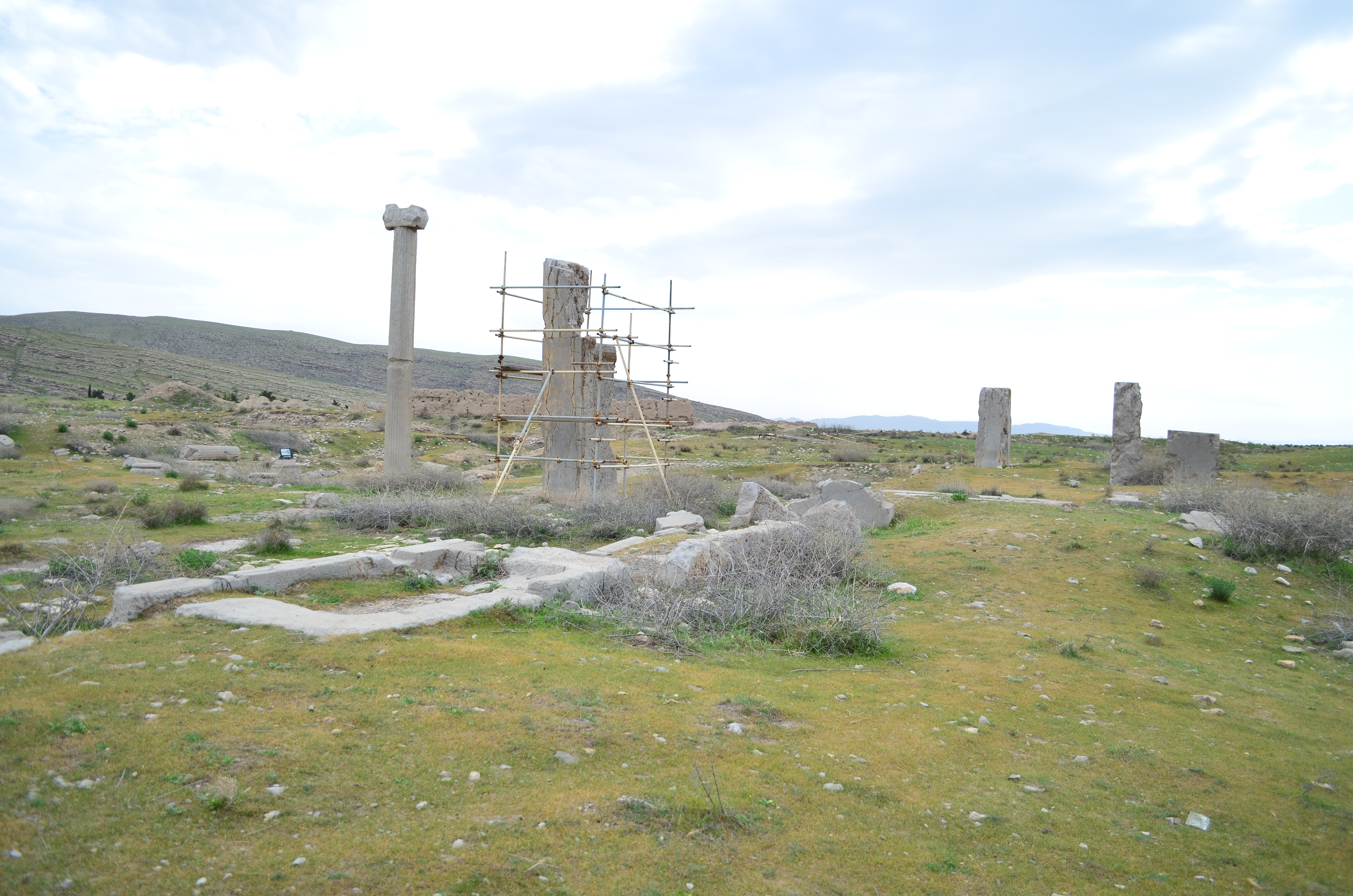
ویرانه‌های اسطخر که گمان می‌رود نیایشگاه اَنَاهید در دوران پادشاهی اردشیر دوم هخامنشی در آن بنا شده بوده.

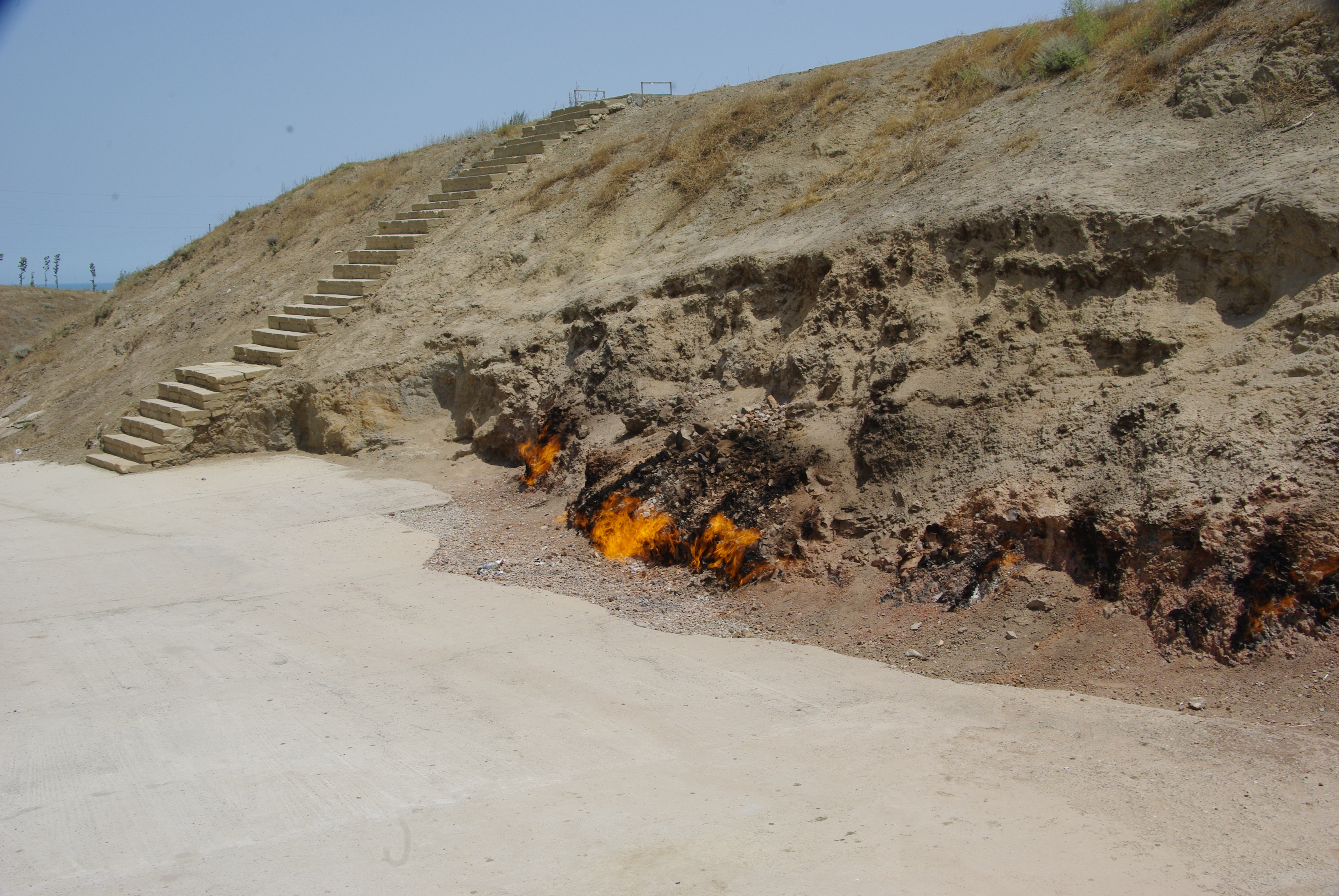
یَنردَگ [تلفظ؟] (کوه آتشین) نزدیک باکو.

### ریشه‌های آتش مقدس
آیین تهیه آتش بهرام نخستین بار در نوشته‌های پس از آغاز دوران ساسانی آورده شده، اما برخی ایرانشناسان بر این باورند که ریشه‌های آتش مقدس را می‌توان در رسوم و آیین‌های کهن‌تر جست. شناخت امروزی از ریشه‌های تاریخی آتش‌های بهرام و بروز آیینی آن‌ها، وامدار پژوهش‌هایی است که در قرن بیستم میلادی انجام شد، به خصوص تلاش‌های مِری بویْس ایران‌شناس و پژوهشگر مطالعات زرتشتی. دستمایهٔ این کوشش تصویری است از این آیین، گاه در لباس بازگفتی از آیین‌های کهن‌تر، و گاه دگرگون‌شده در نوآوری‌های آذرموبدان متاخر هخامنشی و اشکانی. بویس، ریشهٔ جایگاه والای معنوی آتش در مزدیسنا را در آیین‌های کهن‌تر هندوایرانی و پیش از آن هندواروپایی می‌داند که در آن‌ها، آتش‌های اجاق‌ها، بروز مادی ایزد آذر انگاشته می‌شدند. در یکجانشینی‌ها، از جمله در فلات ایران و پیرامون آن، اجاق‌های خانگی (کَدَگی) که ابزارهای پخت‌وپز، گرمی‌بخشی، و روشنایی‌بخشی‌اند، نیز در استعاره از دوام خانه‌ها و نسل همیشه روشن نگاه داشته می‌شدند. اجاق‌های همیشه‌فروزان به مرور، به نمادهایی تبدیل می‌شوند از دوام دوران نگهبانی یک شاه و پیوستگی یک شاهنشاهی. در بازگفت بهدینی، یادآور نظم پویای آفرینش‌اند و نگهبانی آفریننده از آن، و ستایشگر اندیشهٔ نو که زرتشت آورندهٔ آن بود. همزمان بسیاری از آیین‌های معرّف آتش مقدس پیوند خود را با اساطیر ایزدان پیروزی و جنگاوری حفظ می‌کنند. گزارش شده که ذغال‌های گداخته با آتش مقدس، در روز کارزار، سپاه هخامنشیان را تا پیروزی همراهی می‌کردند، و در چلیپاهای نقش رستم، آتش مقدس، هم‌طراز شاهنشاه، روایت‌گر پیروزی و تسلط او بر مردمان، و دوام امپراتوری او در زیر آفتاب است.
گمان می‌رود آتش از دیرباز در فلات ایران کاربردهای آیینی داشته. یکی از نمونهٔ آن بقایای آتش در محرابی در بنای مادی نوشیجان تپه است که (در کنار زیگورات دوراونتاش) به عنوان یکی از کهن‌ترین معابد کشف شده در ایران باستان شناخته می‌شود. بسیار پیش از این، ردِ آتش‌های آیینی گاهی در هزاره‌های پیشین در شهرنشینی‌های میاندورود یافت شده، مانند بقایای آتشْ در محرابِ معبدِ سپیدِ اوروک، نیایشگاهِ اینانا. آتشگاه‌ها، نیایشگاه‌های آتش-محور در فضای باز، به مرور در شاهنشاهی هخامنشی فراگیر می‌شوند. به گزارش هِرودوت، ایلامیان در پارسه تختان‌هایی بنا کرده بودند که مردمان دوران هخامنشی در آنها آتش می‌افروختند و آیین‌های نیایش هورمزد را در فضای باز سوی آسمان برگزار می‌کردند. سازه‌هایی مانند کوه آتشگاه در اصفهان هم به گمانی در آغاز، پرستشگاه‌های ایلامی یا قربان‌گاه‌های مهری بودند، که به مرور به آتشگاه تبدیل شدند.

### آتش‌هایی که بی‌خورش می‌سوزند
شاید تنها نمونه‌های آتش‌های همیشه‌فروزان در این دوران، آتش‌های طبیعی مانند باباگورگور در کرکوک بودند، که به گمانی دست کم از ۲۰۰۰ سال پیش از میلاد می‌سوخته، و برای مردم غرب و شمال غرب فلات ایران و میاندورود باستان شناخته شده بوده. گفته شده که ردپای این آتش و پیوندش با بقای نسل از فرزند پسر گاهی هنوز در قصه‌های ساکنان آن نواحی دیده می‌شود. کمی دورتر، آتش همیشه‌فروزان طبیعی «یَنَرْتَشْ» (سنگ آتشین) در آنتالیای امروزی (لیکیهٔ باستان) الهام‌بخش افسانهٔ کوه شیمر بوده، که کهن‌ترین بازگفت آن در ایلیاد هومر آمده، و در نزدیکی آن معبدی منسوب به هفائستوس، ایزد یونانی آتش ساخته شده بوده که اکنون ویران شده. رد آتش‌های طبیعی را در فلات نفت‌خیز ایران هم در برخی منابع می‌توان یافت. بُندَهِش به اجمال از دو آتش نام برده که «بی‌خورش می‌سوزد»، و به نظر می‌رسد تا زمان اتمام گردآوری این نوشته (سه قرن بعد از سقوط ساسانیان) دست کم یکی همچنان روشن بوده. در آذربایجان، آتشگاه باکو تا سال ۱۹۶۹ با نشت طبیعی گاز روشن بوده که گمان می‌رود از دیرباز می‌سوخته. در نزدیکی آن آتش طبیعی یَنَردَگ همچنان می‌سوزد. دور از ذهن نیست که نخستین نیایشگاه‌های میزبان آتش‌های همیشه‌فروزان، به شکل حریم‌های مقدس اطراف این شعله‌ها پدید آمده باشند. در کنار بندهش، داستانی در ۲ مکابی آمده از یک آتش قدیمی نفتا که به دست کاهنان پنهان شده بوده و پس از بازیابی در دوران اشکانی به دستور شاه به عنوان حریم مقدس از آن نگهداری می‌شود.  در شرفنامهٔ نظامی داستان مفصلی از خاموش شدن آتشکده‌ها پس از اشغال ایران به دست اسکندر مقدونی آمده که در آن به آتشی «خودسوز» در آذربایجان اشاره شده.</ref>

### پیدایش آتشکده‌ها
تاریخ‌نگاران و باستان‌شناسان اما هنوز در مورد روند پیدایش نخستین آتشکده‌ها به توافق نظر نرسیده‌اند. تاریخ‌نگاری دقیق این روند، در پی تخریب‌های پی در پیِ بناها و کتابخانه‌ها طی هزاره‌ها، رسم ساخت بناهای مذهبی جدید روی پرستشگاه‌های کهن‌تر، و ناتمام رها شدن بسیاری از مطالعات باستان‌سناسی دوران مدرن، به دشواری برخورده. بخشی از این ابهام شاید ریشه در اختلاف نظر بر سر کیش هخامنشیان و میزان نفوذ و گستردگی طبقات مغان و موبدان زرتشتی در آن زمان داشته باشد، هر چند که ارج والای آتش بر محراب در نیم برجسته‌های دوران هخامنشی بارز است. به نظر می‌رسد ساخت و فراگیر شدن آتشکده‌ها، به مرور، و تنها پس از ورود محراب‌ها به آیین‌های آتش-محور آغاز شده. مری بویس معتقد است فراز آوردن آتش از زمین (اجاق) به آسمان (محراب) به ابتکار آذرموبدان متاخر دوران هخامنشی، به پر رنگ‌تر کردن نقشِ نمادینِ آتش در پرستشگاه‌های ایرانی کمک کرد. نمونه‌های بسیاری از کاربرد محراب‌های پله‌وار در پارسه، در این دوران پیدا می‌توان یافت، که شاید اشارهٔ هرودوت به آن‌ها بوده. از دید بویس، این کوشش برای همپایی با نیایشگاه‌های پیکره-محورِ اَناهیتا، ایزدبانوی آب‌ها، باروری، و جنگاوری، که اردشیرِ مِمْنان حوالی سدهٔ چهارم قبل از میلاد، در ستایش آیین‌های کهن بنا کرده بود، پدید آمد. مطالعات باستان‌شناسی اما بناهای محوطه‌هایی مانند کوه خواجه (انتهای دوران سلوکی و ابتدای اشکانی)، مله حیران در سرخس ترکمنستان (سدهٔ دوم بعد از میلاد)، و بندیان (سدهٔ پنجم بعد از میلاد) را کهن‌ترین آتشکده‌های اکتشاف شده معرفی می‌کنند. پیشینهٔ بنای آتشکده آذر گشنسب در تخت سلیمان به حوالی قرن پنجم پس از میلاد تخمین زده می‌شود که پس از آن به مهم‌ترین مکان مذهبی دوران ساسانی تبدیل شد. در مورد تاریخ پیشاساسانی این مکان مقدس که با اسطوره‌های کیخسرو و بتکدهٔ دریای چیچست پیوند خورده، به ویژه اهمیت آن در دوران هخامنشی، بین محققان اختلاف نظر وجود دارد.

### خاموشیِ سراسریِ اسکندر
همطراز آوازهٔ اسکندر مقدونی در لباس سوزانندهٔ کاخ پارسه و محو کنندهٔ کتابخانهٔ اسطخر، از کوشش وی برای خاموش کردن آتش‌ها در منابع تاریخی می‌توان یافت. در رسالهٔ «کتابخانهٔ تاریخ» دیودور سیسیلی متاخراً (۶۳ پیش از میلاد تا ۱۴ پس از میلاد) از روزهای واپسینِ شکست هخامنشیان از ارتش اسکندر مقدونی و اشغال ایران (حدود ۳۳۰ پیش از میلاد) و مراسم پرحاشیهٔ بدرودِ اسکندر با یارِ نزدیکش «هفَستیون» که در هگمتانه جان باخته بود گزارش می‌کند:
«شاه [اسکندر] دستور داد شهرهای نزدیک تا می‌توانند در برگزاریِ با شکوهِ مراسم همکاری کنند و به مردم آسیا حکم کرد که، تا انتهای مراسم، آتش‌هایی که پارسیان مقدس می‌خوانند را می‌بایست از سرِ احترام خاموش کنند. این آیینی بود که پارسیان به هنگام مرگِ شاهانشان اجرا می‌کردند.»

### آتش نیایشگاه اسطخر
نقل قولی از نوشته‌های بروس، کاهن و مورخ بابلی، در جلد اول رسالهٔ کلمنت اسکندریه گزارش می‌کند که اردشیر دوم هخامنشی پیکره‌هایی به بزرگداشت ایزدبانو اَناهید در معابد گوناگون از جمله در پارسه برافراخت. ارتش مقدونی پس از اشغال پارسه تخت جمشید و اسطخر را غارت کرد و از جمله شاه‌نوشتِ زرینِ اوستا را از بین برد. اسطخر دیگر بار در انتهای پادشاهیِ اشکانی به متن تاریخ وارد می‌شود وقتی فرزندِ ساسان خُدایْ، جفتِ شاهدختِ بازرنگیان و سرپرست نیایشگاهِ اسطخر در پارسه، به قدرت رسید و شاهنشاهیِ نوظهور را به نام او بنیان نهاد. در دوران ساسانی نیایشگاهِ اسطخر با نام ایزدبانو و به آتشی که در آن فروزان بود شناخته می‌شد و جایگاهِ نگهبانی از آن اعتباری روزافزون می‌یافت. از القابِ بی‌شمارِ کِرتیرْ موبدِ سرشناسِ ساسانی که هفت پادشاه را به عمر دید، یکی آیین‌بد '' و پادخشایِ «آتشِ [های] اَناهید-اردشیر و اَناهیدبانو در اسطخر» بوده. آوازهٔ آتشٍ نیایشگاهِ اَنَاهید در اسطخر تا هزارهٔ واپسینْ زنده ماند و در آثارِ تاریخ‌نگارانِ بغداد هم حفظ شد. از تصویرپردازیِ المسعودی (حوالی ۹۴۰ تا ۹۵۰ پس از میلاد)، در رسالهٔ اخبارالزمان که قرن‌ها پس از تخریب نیایشگاهِ اسطخر به دست مقدونی‌ها و بازیابی آن به دست ساسانیان نوشته شده، به ما رسیده که: 
«یک فرسنگ دورتر از اسطخر، در پای کوهی که باد در آن، مانند غرش ابرها مهیب، روز و شب نفیر می‌کشید، ستون‌هایی سترگ رخ‌نمایی می‌کرد که از فراز آن‌ها پیکره‌هایی مرموز از اسب و حیوانات دیگر، در اشکال و اندازه‌های غول‌آسا قد می‌کشیدند. گرداگرد این بنا حیاطی بس گسترده بود که دیواری سنگی آراسته به نیم‌برجسته‌هایی زیبا و ظریف، آن را احاطه کرده بود.» 
المسعودی این آتش را از «ستایش‌شده‌ترین آتش‌های زرتشتی» می‌خواند که شاهدخت‌هُمایْ با افروختنش نیایشگاهِ پیکره-محور را آتش-محور قرار داد. طبری از این نیایشگاه با عنوان «بیت‌النار اَناهید» نام برده. به گمان مری بویس، موبدان شاید پیش از اشغال اسطخر، آتش این نیایشگاه را به نزدیک یزد برده بودند و با آتشِ آتشگاه کاریان یکی کرده و سده‌ها پس‌تر در آتشکدهٔ یزد نشاندند. اسطخر در پی تاریخی خشونت‌بار به مرور از سکنه خالی و در درگیری‌ها با خاک یکسان شد و باستانشناسان در مورد مکان دقیق این دو آتش (اَناهید-اردشیر و اَناهیدبانو) هنوز به نتیجهٔ قطعی دست پیدا نکرده‌اند. گزارش المسعودی گاهی به توصیف از تخت جمشید یا نقش رجب تعبیر شده. اخیراً «بنای فرترکه» در مجاورت مجموعهٔ تخت جمشید به عنوان مکان دست کم یکی از دو آتش (اَناهیدبانو) پیشنهاد شده و شواهدی از جمله بخشی از نگارهٔ یک پیکره در بقایای بنایی سنگی در اسطخر که از پاره‌های آن قرن‌ها بعد در ساخت مسجد جامع استفاده شده، و اشاره‌ای به بنای معبدی در اسطخر در شرح‌حالی از مسیحیان مرو، گمانه‌زنی در مورد وجود نیایشگاه دوم در اسطخر را هم قوت بخشیده.

### آتش دهقانان
دورتر در پارت، شاید به دستِ بُرزین‌مِهرنامی، بر کوه ریوند آتشی برافروخته می‌شود. از آذربرزین‌مهر آثارِ چندانی باقی نمانده، هر چند که جایگاه یگانهٔ این آتش و پیوند آن با کارَندِگان و رویش، در نوشته‌های ایرانی بارز است. به روایتی زرتشت سرو کاشمر را در مکان این آتش کاشت. همچنین آذرفرنبغ، که در دوران ساسانی اَرجَش فزون گردانیده شد، به روایتِ اساطیریِ بندهش از خوارزم به کاریان برده و نشانیده شد. [نیازمند تکمیل]

### گوناگونی آیین‌ها در دوران اشکانی
آتشکده‌ها در انتهای پادشاهی هخامنشی و آغاز پادشاهی اشکانی در کنار آیین‌های کهن‌تر حضور بارز داشتند. استرابو (۶۴ پیش از میلاد تا ۲۴ پس از میلاد) هم‌عصر پادشاهان اشکانی، در رسالهٔ جغرافیا از آیین‌های اهالی کاپادوکیه آن دوران می‌گوید. به گفتهٔ او فرقه‌ای از مغان که آذرموبدان خوانده می‌شدند در کاپادوکیه حضور چشمگیر داشتند و بسیاری «معابد ایزدان ایرانی» در آنجا بنا شده بوده. در وصف آتشکده‌ها می‌گوید که محفظه‌ای (اتاقی) بود با محرابی در میان آن که مغان آتش را در آن همیشه فروزان نگاه می‌داشتند. او پرستشگاه‌های اَناهیتا و وهومنه را شبیه آتشکده‌ها می‌داند که در آنها به جای آتش در اجرای مناسک پیکره‌های چوبی «برمی‌افراختند». از آیین‌های ساکنان پارسه و تقدیم قربانی به آب و آتش روایت می‌کند که:
«پارسیان پیکره‌ها و آدریان [محراب] برنمی‌افرازند بلکه آیین‌های قربانی را در جایگاهی بلند به‌جای می‌آورند و آسمان را زئوس می‌پندارند. آنان همچنین خورشید را که مهرش می‌نامند و ماه را و آفرودیت را و آتش و زمین را و بادها و آب را نیز بزرگ می‌دارند. آنان پس از خواندن نیایش‌های اهدایی در حالیکه قربانی را به تاج گل‌ها آراسته‌اند آیین یزشن را در جای پاکیزه برگزار می‌کنند.» 

و مشاهده می‌کند که: 
«در مورد آتش کنده‌های هیزم بی خار بر آتش می‌نهند و از بالا چربی بدان می‌ریزند و آنگاه در حین پاشیدن روغن آن را از پایین می‌افروزند و هرگز بر آتش نمی‌دمند بلکه با بادبزن آن را باد می‌زنند و کسانی را که آتش را خاموش کرده‌اند یا آن را با لاشهٔ مرده یا چیزهای ناپاک آلوده‌اند می‌کشند.»

به گفتهٔ او مغانِ برگزارکنندهٔ آیین، گاه آیین‌های مخصوص خود را داشتند: 
«مردگان خود را پس از آنکه با موم پوشاندند به خاک می‌سپارند اما [مغان مرده] را به خاک نمی‌سپارند بلکه آن‌ها را در جایی می‌نهند که مرغان بدرند.»

### سه آتش بنیادبخش ایرانشهر ساسانی
در پی سقوط اشکانیان و استقرار شاهنشاهی ساسانی، آتش مقدس به نمادی بسیار پررنگ از اقتدار ساسانیان، و همایی سه‌گانهٔ دهقانان، سواران جنگاور، و روحانیون در روایت رسمی قدرت از دوران تبدیل شد. نگارهٔ آتشدان و نگهبانان پیرامون آن در بسیاری از سکه‌های بازمانده از دوران ساسانی دیده می‌شود، و از آذران بهرام سه گانهٔ ایرانشهری، آذرفرنبغ در پارسه، آذرگشنسپ در ماد، آذرِبُرزین‌مِهر در پارت، در جای جایِ متون پهلوی نام برده می‌شود. گفته شده که بنیان‌گذاران سلسلهٔ ساسانی، پیش از بنای شاهنشاهی نو، نگهبانان آتشِ اَناهید-اردشیر در اسطخر بودند. از دید بویس، فاصله‌ای که زمان میان ساسانیان و هخامنشیان انداخته بود، جایگاه آتش‌های مقدس را به عنوان یادگارانی از دوران باستان بیش از پیش بالا برد. دوران باستانی که ساسانیان می‌کوشیدند خود را میراث‌دار و ادامه‌دهندهٔ آن معرفی کنند.

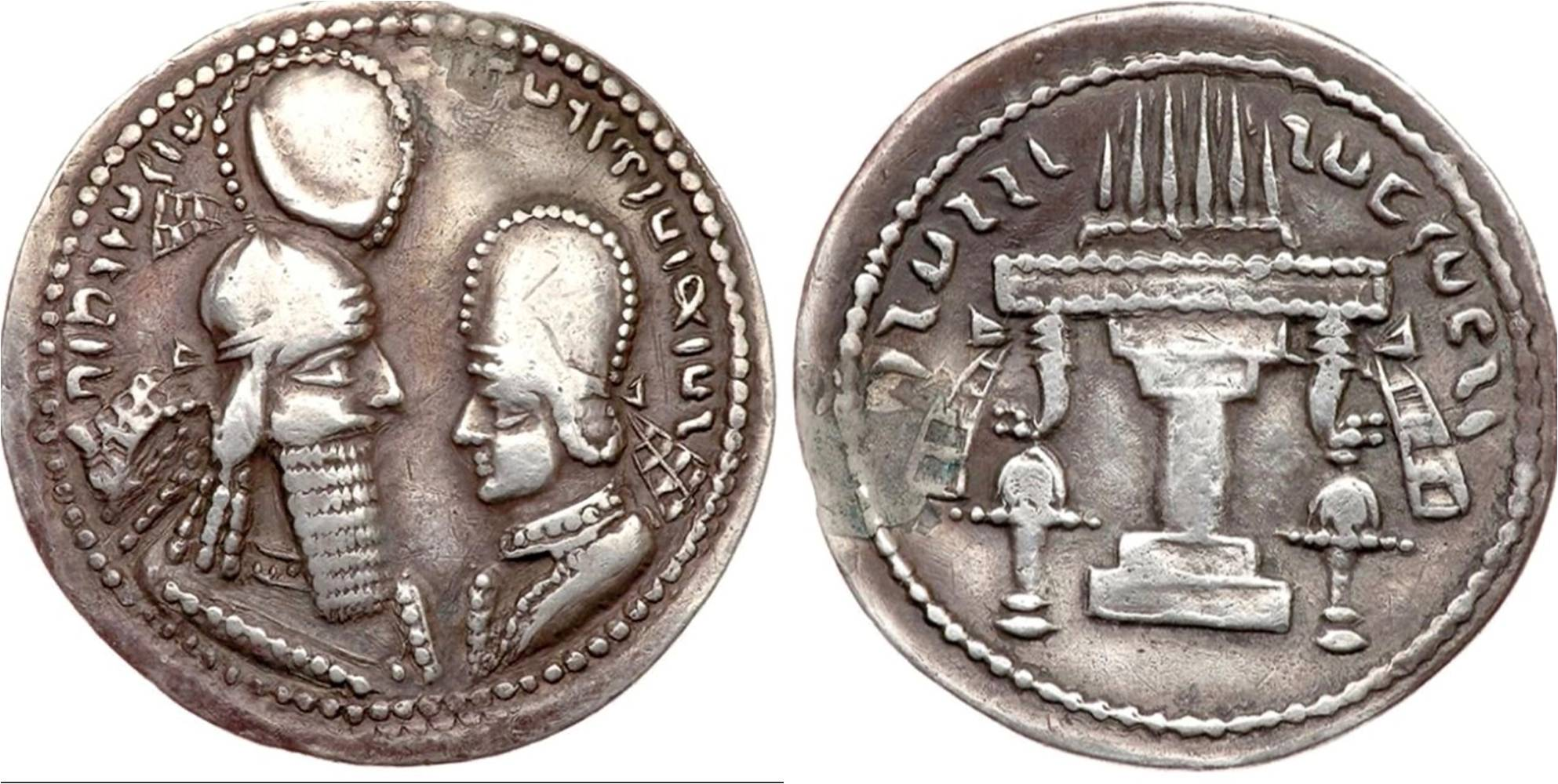
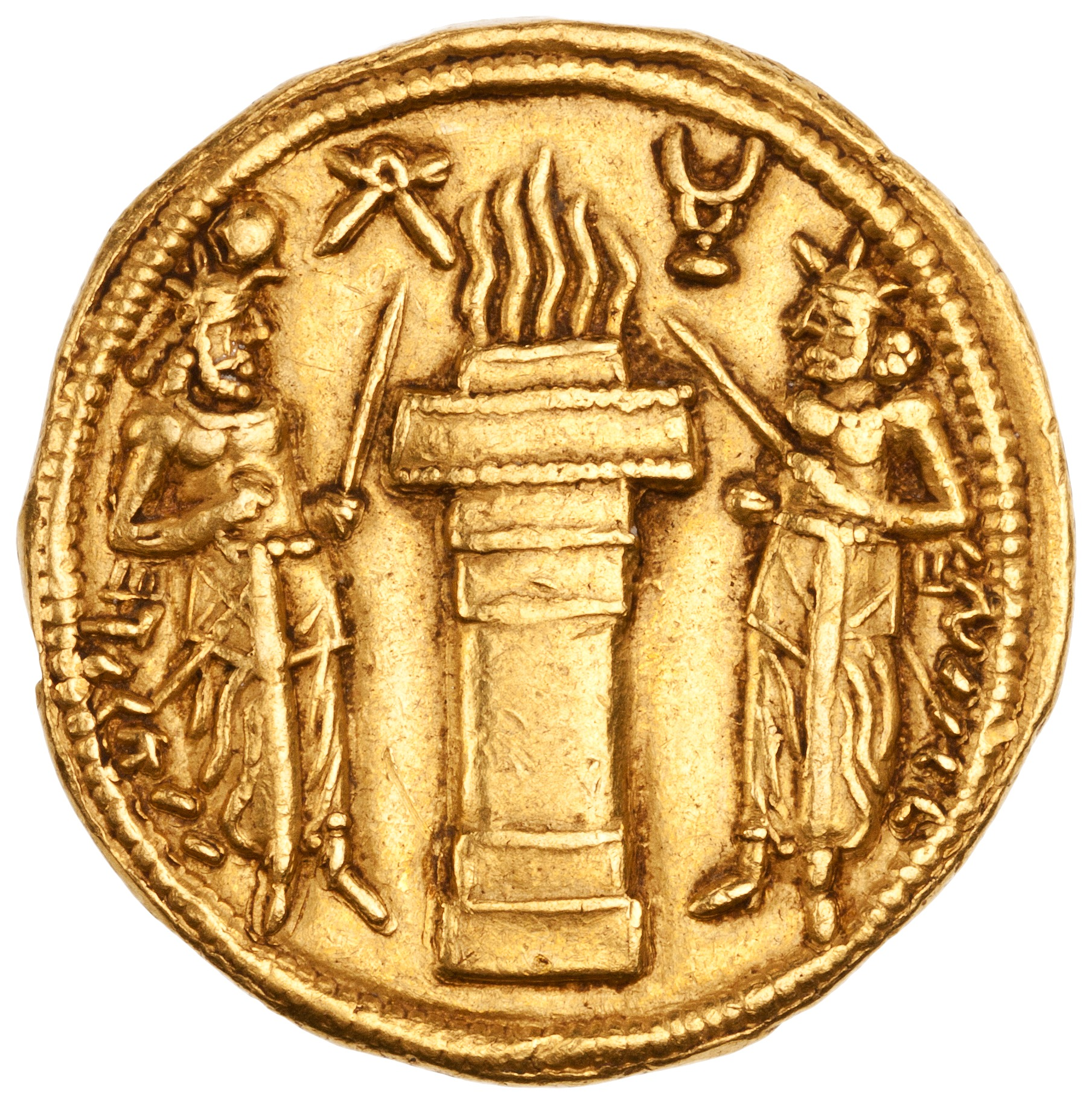
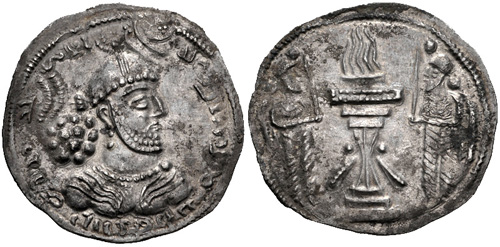
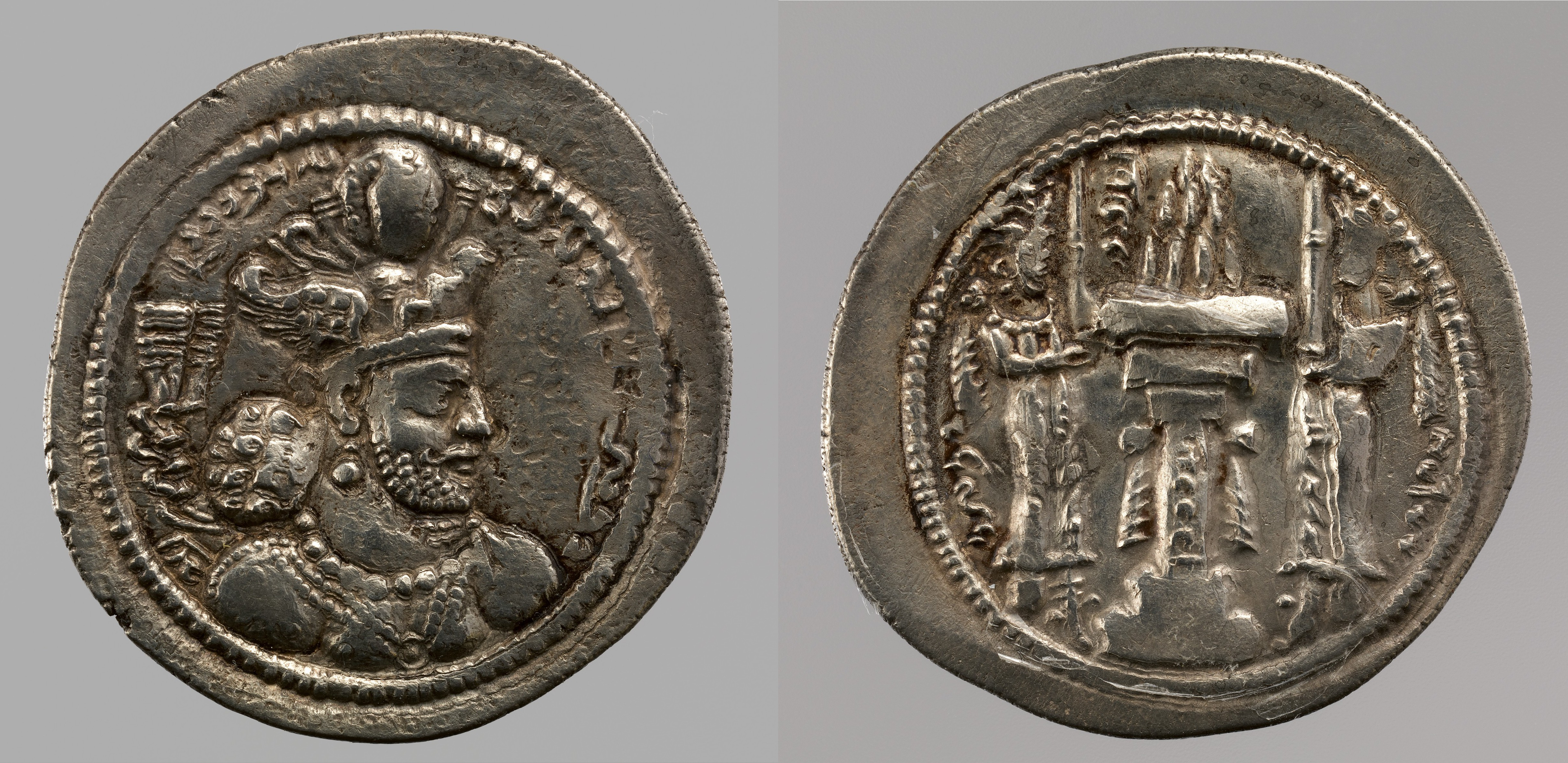
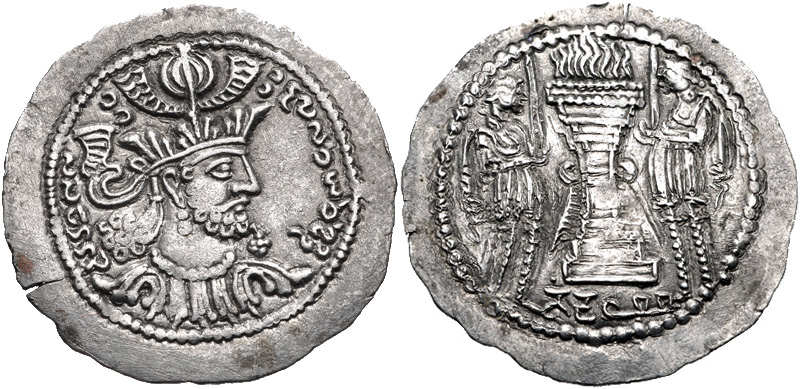
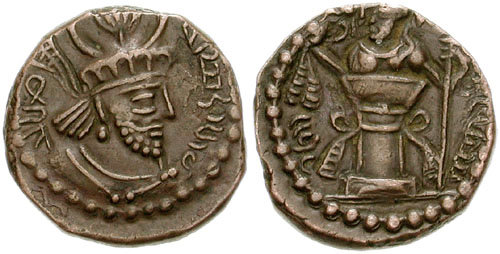
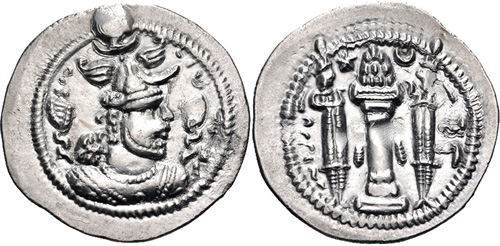
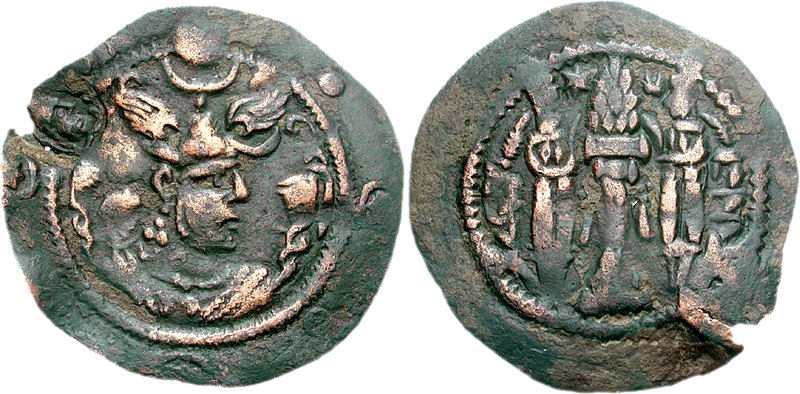
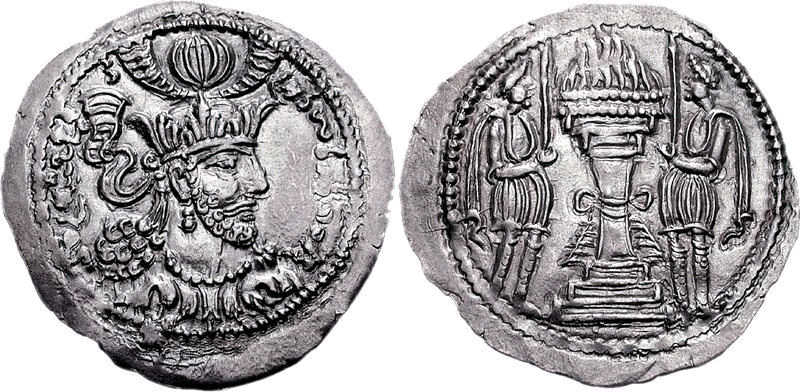
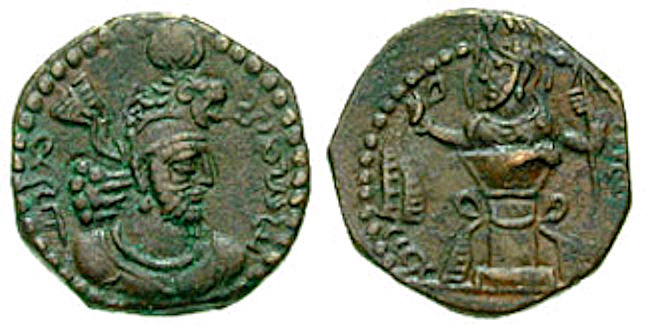

## روش تهیه

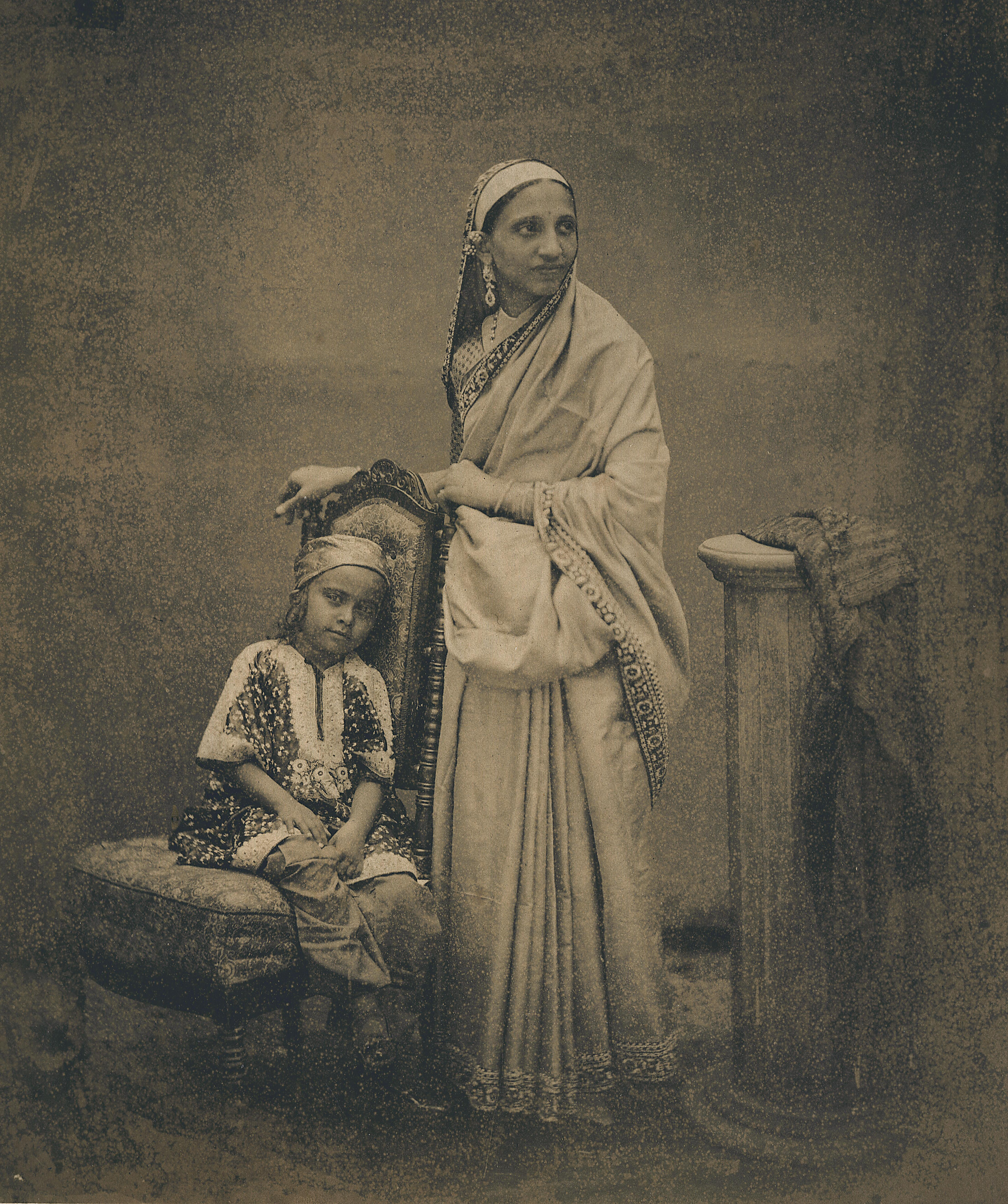
تصویر زن و کودک پارسی در هند در قرن ۱۹ام. آیین‌های تهیهٔ آتش بهرام در نوشته‌های پارسیان هند حفظ شده.

آیین بر آتشگاه نشاندن آتش بهرام بر پایهٔ گردآوری، تطهیر، و بازیکی‌کردن ۱۶ آتش، طی مراسمی پیچیده که گاهی ممکن است یک سال طول بکشد، اجرا می‌شود. پارسیان هند بر این باورند که دستورِ تهیهٔ آتش بهرام، برداشتی است از گوشه ای از کتابِ نفیِ دیوان، وَندیداد، که با پرسشی از اهورامزدا آغاز می‌شود
«ای دادار جهان استومند! ای اشون!
کسی که آتش مردارسوز را به «آتش دادگاه» بازگرداند، پس از جدا شدن جان از تن او، پاداش وی چیست؟
اهورا مزدا پاسخ داد:
پاداش وی همان پاداش کسی است که در این جهان استومند، ده هزار پاره آتش را به «آتش دادگاه» برده باشد.»
این پرسش با همین الگو شانزده بار خوانده می‌شود و هر بار اهورامزدا، پاداشی را به پاره‌های آتش، برای «بازگرداندن» آتشی به «آتش دادگاه» می‌شمارد. از آتش مُردار سوز، آتش سَرگین سوز (داروسازان و رنگرزان)، آتش تـَپاله سوز (آتش گرمابه)، آتش کورهٔ آجرپزی، آتش کورهٔ سفالگری، آتش کورهٔ گاوآهن سازی، آتش بوتهٔ زرگری، آتش بوتهٔ سیم گدازی، آتش بوتهٔ برنج گدازی، آتش کورهٔ آهن گدازی، آتش تنور نانوایی، آتش زیر دیگ (آتش آشپزخانه)، آتش اردوگاهی، آتش شبانان، آتش کوچ نشینان، و آتش خانگی نام برده می‌شود.
با اندکی دگرگونی، فهرستی در نوشته‌های پارسیان هند آمده که عبارت است از آتش کورهٔ رنگرزی، آتش کورهٔ سفال‌گری، آتش کورهٔ آجرپزی، آتش بوتهٔ زرگری (یا کیمیاگری)، آتش کورهٔ آهنگری، آتش کورهٔ نانوایی، آتش کورهٔ آبجوسازی، آتش کورهٔ ضرابخانه، آتش کورهٔ کارگاه زرهی، آتش اجاق یک چوپان، آتش اجاق یک سرباز یا رهنورد، آتش اجاق یک درویش مسلک (فقیر، بریده از دنیا)، آتش اجاق سرای پادشاه، آتش اجاق یک بهدین، آتش مردارسوز، و آتش وازشت. هر آتش به اندازه‌ای که در کارها «آلوده» شده با بازخوانی سرودها و اورادی از اوستا (وندیداد و یسنا) با توالی‌ها و مناسک خاص پاکیزه می‌شود. واج‌خوانی‌های متناظر هر آتش در ستایش یک ایزد خاص به تعداد مشخص تکرار می‌شود:
| آتش   | مردارسوز  | رنگرز  | شاه      | کوزه‌گر | خشت‌ساز   | درویش‌مسلک | زرگر   | ضرّاب       | آهنگر | زرّاد | نانوا  | بت‌پرست یا شرابساز | سرباز یا مسافر | چوپان | آذرخش      | بهدین** |
| ایزد  | اهورامزدا | وهومنه | اردیبهشت | شهریور | سپندارمذ | هورداد    | امرداد | دی به آذر* | آذر   | آبان | خورشید | ماه               | تیشتر          | گوش   | دی به مهر* | مهر     |
| تکرار | ۹۱        | ۸۰     | ۷۰       | ۶۱     | ۷۵       | ۵۰        | ۶۰     | ۵۵         | ۶۱    | ۶۱   | ۶۱     | ۶۱                | ۳۵             | ۳۳    | ۹۰         | ۱۸۴     |

*آفریدگار.
** فرد زرتشتی، دستور، یا موبد؛ همچنین: آتشی که کسی با سنگ چخماق و چوب روشن کند.
این ۱۶ آتش، سپس در روزی مشخص یکی شده، و پس از چند مرحلهٔ دیگر طهارت، بر آتشگاه قرار داده می‌شود. در برابر، در ترتیبِ تهیهٔ آدوران از ۴ آتش نام برده شده: آتشی از موبدان، آتشی از جنگاوران، آتشی از دهقانان، و آتشی از پیشه وران.

## آتش بهرام در ادبیات
در کنار نقش آتش‌های بهرام در افسانه‌ها، مثال‌های بسیاری از آن‌ها در کاربردهای ادبی در شعر می‌توان یافت. [این بخش نیازمند تکمیل است]

### همسان‌ها

#### ادبیات ایرلند
در داستانِ آفرینش آغازینِ جهانِ افسانه‌ایِ جِی. آر.آر. تُولکین که در مجموعهٔ سیلْمْریلیون جمع‌آوری شده، پیشه‌ورِ نابغه «فِ.اِ. نُور» از روشناییِ دو درخت «تِلْپِریُون» (سیمین) و «لِئوُره‌لین» (زرین)، سه گوهرگونْ تشعشعِ زلالِ نور، سه «سیلْمْریل» برمی‌افرازد. سیلْمْریل‌ها، خود تابنده و انعکاس دهندهٔ دیگر نورها، بی‌همتا و به‌غایت گرانقدر بودند. پس از آنکه «مِلکُورِ» نغمه‌آلای با همراهیِ ماده‌عنکبوتِ غول‌آسا «اوُن. گُئوُلی. اِنْتْ» درختان گوهرین را از بین بردند، نوری از آن‌ها به‌جای نماند که با زهرِ اوُن. گُئولی. اِنْتْ آلوده نشده باشد، مگر به سیلْمْریل‌ها. فِ.اِ. نُور از دادن سیلْمْریل‌ها به وْلارها که در بازیابی نور دودرخت گوهرین ناکام مانده بودند سر باز زد. اما مِلکُورِ، پدر او «فینْ. وْواِیْ» شاهنشاهِ «نوُلْدُر» را کشت، هر سه سیلْمْریل را ربود، و به دژِ «اَنْگْ. بَنْد» گُریخت. در اعماقِ آن باروی پولادین، او سه گوهر را در تاجِ آهنینِ خود نشاند. فِ.اِ. نُور از آن پس او را «موُرْ. گاثْ» نامید، یعنی دشمنِ تاریکِ آفرینش.

## آتش بهرام در دوران کنونی

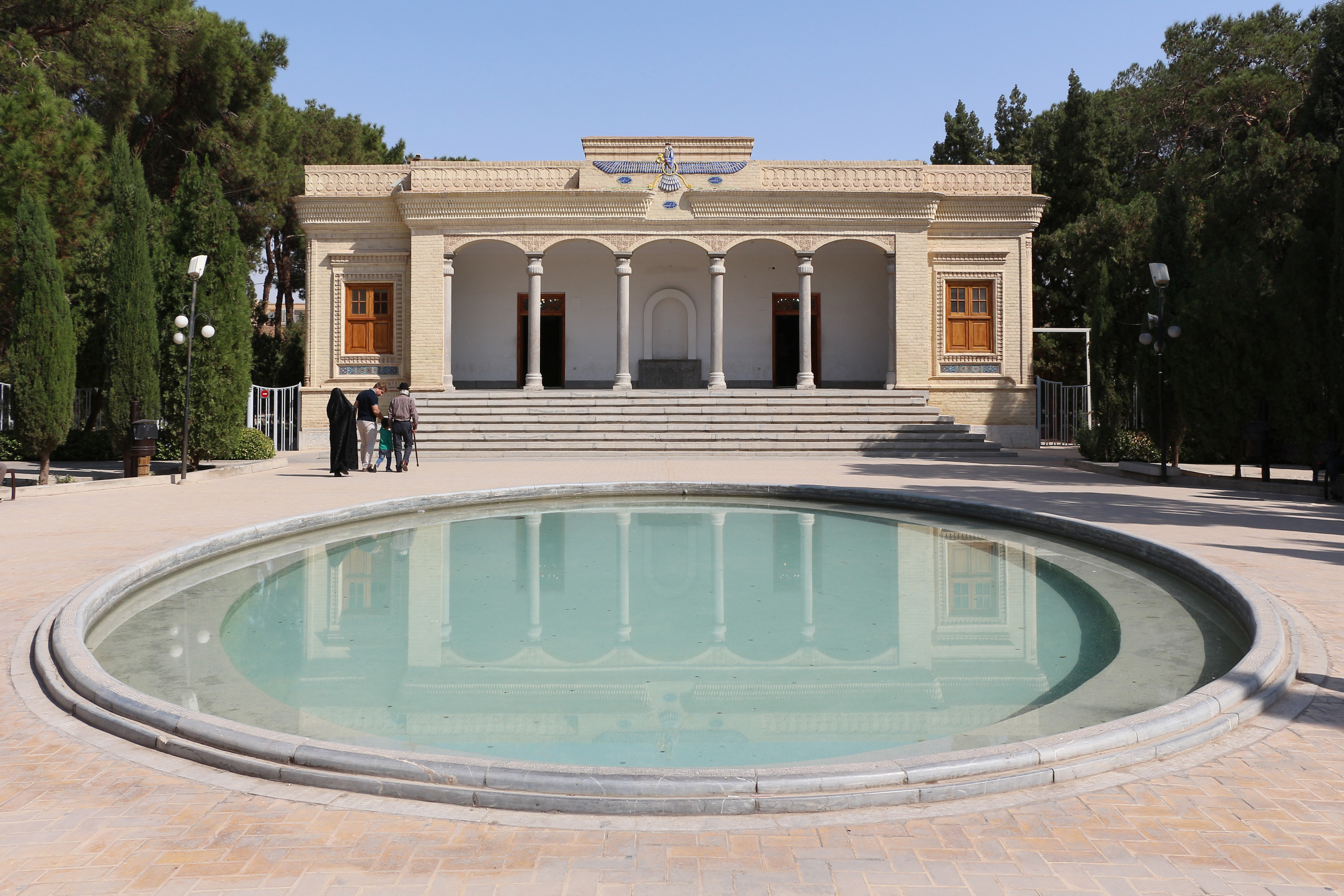
بنای آتشکدهٔ یزد.
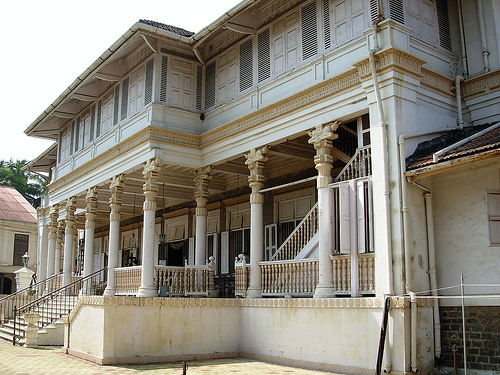
بنای آتشکده ایرانشاه.

افزون بر کاربردهای آیینی آنها، از آتش‌های بهرام به عنوان میراث فرهنگی جهانی و ملی پاسداری می‌شوند.

### افغانستان
در میان میراث غنی افغانستان، بناهای آتشکده‌های بسیاری می‌توان یافت، مانند باقی‌مانده‌های معبد نُه‌گنبد (نوبهار) در بلخ، اما از آتش‌های بهرامی که هنوز فروزان باشند داده‌ای در دست نیست.

### ایران
بسیاری آتشکده‌ها در ایران پس از یورش‌های اسکندر و سپاه اسلام خاموش و ویران شدند، که شماری از آن‌ها به شکل دژهای متروک و چارتاقی‌ها به جای مانده‌اند و برخی در آثار ملی ثبت شده‌اند. در قرنی که گذشت، پارسیان نیکوکار هند برای احیای آتش‌های آیینی زرتشتی در خاستگاه آن‌ها کوشیدند، که بنای آتشکدهٔ یزد بارزترین آن‌ها است. گمان می‌رود که آتشِ این آتشکده، به جای مانده از آذرفرنبغ (یا شاید یکی شدهٔ آذر فرنبغ و آتشِ آناهیتا در اسطخر) باشد که نزدیک ۱۵۰۰ سال فروزان نگه داشته شده.

### هند
پارسیان هند پس از کوچ به گُجَرات، آتش بهرام ایرانشاه را در سال ۹۳۶ پس از میلاد در سنجان بنا کردند که بعداً به اودوادا برده شد و تا امروز فروزان است.

## پیوندها به بیرون
- ایرانیکا؛ آتش
- ویکی‌نبشته؛ شاهنامه فردوسی (مُل): پادشاهی گشتاسپ سد و بیست سال بود ۱